# Liste der technischen Denkmale im Landkreis Görlitz (L–Z)
Die Liste der technischen Denkmale im Landkreis Görlitz enthält die Technischen Denkmale im Landkreis Görlitz.
Diese Liste ist eine Teilliste der Liste der Kulturdenkmale in Sachsen. Aufgrund der großen Anzahl von technischen Denkmalen ist die Liste aufgeteilt in die
- Liste der technischen Denkmale im Landkreis Görlitz (A–K)
- Liste der technischen Denkmale im Landkreis Görlitz (L–Z)

## Legende
- Bild: Bild des Kulturdenkmals, ggf. zusätzlich mit einem Link zu weiteren Fotos des Kulturdenkmals im Medienarchiv Wikimedia Commons. Wenn man auf das Kamerasymbol klickt, können Fotos zu Kulturdenkmalen aus dieser Liste hochgeladen werden:
- Bezeichnung: Denkmalgeschützte Objekte und ggf. Bauwerksname des Kulturdenkmals
- Lage: Straßenname und Hausnummer oder Flurstücknummer des Kulturdenkmals. Die Grundsortierung der Liste erfolgt nach dieser Adresse. Der Link (Karte) führt zu verschiedenen Kartendiensten mit der Position des Kulturdenkmals. Fehlt dieser Link, wurden die Koordinaten noch nicht eingetragen. Sind diese bekannt, können sie über ein Tool mit einer Kartenansicht einfach nachgetragen werden. In dieser Kartenansicht sind Kulturdenkmale ohne Koordinaten mit einem roten bzw. orangen Marker dargestellt und können durch Verschieben auf die richtige Position in der Karte mit Koordinaten versehen werden. Kulturdenkmale ohne Bild sind an einem blauen bzw. roten Marker erkennbar.
- Datierung: Baubeginn, Fertigstellung, Datum der Erstnennung oder grobe zeitliche Einordnung entsprechend des Eintrags in der sächsischen Denkmaldatenbank
- Beschreibung: Kurzcharakteristik des Kulturdenkmals entsprechend des Eintrags in der sächsischen Denkmaldatenbank, ggf. ergänzt durch die dort nur selten veröffentlichten Erfassungstexte oder zusätzliche Informationen
- ID: Vom Landesamt für Denkmalpflege Sachsen vergebene, das Kulturdenkmal eindeutig identifizierende Objekt-Nummer. Der Link führt zum PDF-Denkmaldokument des Landesamtes für Denkmalpflege Sachsen. Bei ehemaligen Kulturdenkmalen können die Objektnummern unbekannt sein und deshalb fehlen bzw. die Links von aus der Datenbank entfernten Objektnummern ins Leere führen. Ein ggf. vorhandenes Icon  führt zu den Angaben des Kulturdenkmals bei Wikidata.

## Lawalde
| Bild                                    | Bezeichnung | Lage    | Datierung                                           | Beschreibung | ID       |
| --------------------------------------- | ----------- | ------- | --------------------------------------------------- | --- | -------- |
| Direkt Bild zu diesem Denkmal hochladen | Wegestein   | (Karte) | 19. Jahrhundert (Wegestein)                         | verkehrsgeschichtlich von Bedeutung | 08960386 |
| Direkt Bild zu diesem Denkmal hochladen | Wegestein   | (Karte) | 19. Jahrhundert (Wegestein)                         | verkehrsgeschichtlich von Bedeutung | 08960395 |
| Direkt Bild zu diesem Denkmal hochladen | Wegestein   | (Karte) | 19. Jahrhundert (Wegestein)                         | verkehrsgeschichtlich von Bedeutung | 08960406 |
| Direkt Bild zu diesem Denkmal hochladen | Mittelmühle |         | 2. Hälfte 19. Jahrhundert (Radkammer einer Mühle)   | Radkammer und Reste des Zulaufs einer Mühle; ortsgeschichtlich und technikgeschichtlich von Bedeutung | 08960317 |
| Direkt Bild zu diesem Denkmal hochladen | Niedermühle | (Karte) | Ende 19. Jahrhundert (Mühle); 1872 (Müllerwohnhaus) | Wohnmühlenhaus (Umgebinde), Stallgebäude, im Mühlenbau die fast vollständig erhaltene Technik, Mühlteich und Mühlgraben; baugeschichtlich, ortsgeschichtlich und technikgeschichtlich von Bedeutung, Wohnmühlenhaus mit Umgebinde, Obergeschoss Fachwerk, zum Teil verbrettert, Mühlgebäude massiv mit historischer Mühlentechnik, Mühlgraben ca. 900 m lang, einzig erhaltene Mühle von ursprünglich dreien im Ort | 08960326 |

## Leutersdorf
| Bild | Bezeichnung          | Lage    | Datierung | Beschreibung | ID       |
| ---- | -------------------- | ------- | --------- | --- | -------- |
|      | Hetzwalder Windmühle | (Karte) |           | Bockwindmühle; ohne Flügel, 1929 und 1955 als technisches Denkmal sichergestellt, technikgeschichtlich und ortsgeschichtlich von Bedeutung | 09272109 |

## Löbau, Stadt
| Bild                                    | Bezeichnung                                                                | Lage    | Datierung | Beschreibung | ID       |
| --------------------------------------- | -------------------------------------------------------------------------- | ------- | --- | --- | -------- |
| Direkt Bild zu diesem Denkmal hochladen | Gemauerte Mühle                                                            | (Karte) | Gesindehaus wahrscheinlich 17. Jahrhundert (Mühle); 1820 (Mühle); 17. Jahrhundert (Nebengebäude); um 1900 Neuaufbau (Wohnhaus) | Mühlenanwesen mit Wohnmühlenhaus und Nebengebäude, Erdkeller, Wasserbecken, Brunnenring, Waschstelle mit Treppe, Taubenhaus, großem Granit-Wassertrog, Fußgängerbrücke und anderen teils zusammengetragenen Teilen, dazu die den Weg säumenden Eichen (Gartendenkmal); baugeschichtlich und ortsgeschichtlich von Bedeutung | 08960605 |
| Direkt Bild zu diesem Denkmal hochladen | Buschmühle                                                                 | (Karte) | um 1850 (Mühle) | Wohnhaus und zwei Wirtschaftsgebäude eines Mühlenanwesens; historischen Gebäude aus Bruchstein, baugeschichtlich und ortsgeschichtlich von Bedeutung | 09303029 |
| Direkt Bild zu diesem Denkmal hochladen | Wegestein                                                                  | (Karte) | 19. Jahrhundert (Wegestein) | verkehrsgeschichtlich von Bedeutung | 08960574 |
| Direkt Bild zu diesem Denkmal hochladen | Rittermühle                                                                | (Karte) | bezeichnet 1894 (Wetterfahne Mahlgebäude); bezeichnet 1862 (Dach, Seitengebäude)                                               | Wohnmühlenhaus und drei Seitengebäude eines Mühlenanwesens sowie alte Hofpflasterung und Mühlsteine im Hof; baugeschichtlich und ortsgeschichtlich von Bedeutung | 08960644 |
| Direkt Bild zu diesem Denkmal hochladen | Hydrant                                                                    | (Karte) | 1920er Jahre (Hydrant) | technikgeschichtlich von Bedeutung | 09300046 |
| Direkt Bild zu diesem Denkmal hochladen | Wegestein                                                                  | (Karte) | 19. Jahrhundert (Wegestein) | verkehrsgeschichtlich von Bedeutung | 08960571 |
| Direkt Bild zu diesem Denkmal hochladen | Wohnmühlenhaus und Wehr                                                    | (Karte) | um 1800 (Mühle) | Haus mit mächtigem Mansarddach, baugeschichtlich und ortsgeschichtlich von Bedeutung | 08960603 |
| Direkt Bild zu diesem Denkmal hochladen | Königlich-Sächsische Meilensteine (Sachgesamtheit)                         | (Karte) | 19. Jahrhundert (Meilenstein)                                                                                                  | Meilenstein; verkehrshistorisch von Bedeutung | 08960627 |
| Direkt Bild zu diesem Denkmal hochladen | Straßenbrücke über das Löbauer Wasser                                      | (Karte) | um 1950 (Straßenbrücke) | dreibogige Brücke aus Granitsteinen, baugeschichtlich und verkehrsgeschichtlich von Bedeutung | 08960577 |
| Direkt Bild zu diesem Denkmal hochladen | Wohnmühlenhaus, Mahlhaus, Überfallwehr und Graben eines Mühlenanwesens     | (Karte) | 1808 (Türgewände), Mahlhaus jünger                                                                                             | baugeschichtlich, ortsgeschichtlich und technikgeschichtlich von Bedeutung | 08960597 |
| Weitere Bilder                          | Eisenbahnstrecke Görlitz–Dresden; Viadukt Löbau                            | (Karte) | 1847 (Viadukt) | Eisenbahnviadukt durch das Löbauer Tal; neun hohe Bögen aus Granit, baugeschichtlich, technikgeschichtlich und ortsbildprägend von Bedeutung | 09223092 |
| Direkt Bild zu diesem Denkmal hochladen | Eisenbahnstrecke Löbau–Zittau (Sachgesamtheit)                             | (Karte) | 1848 eröffnet (Eisenbahnanlage)                                                                                                | Sachgesamtheit Eisenbahn Löbau–Zittau mit folgenden Einzeldenkmalen: Bahnhof Löbau (Bahnhofstraße 35, Obj. 09222574), Lokschuppen (Maschinenhausstraße 2, Obj. 09223094), Eisenbahnbrücke an der Altlöbauer Straße (Obj. 09222735) und Eisenbahnbrücke an der Friedhofstraße (Obj. 09222736) sowie folgenden Sachgesamtheitsteilen: Trasse und Gleisanlagen in den Gemeinden Löbau, Dürrhennersdorf, Großschweidnitz, Niedercunnersdorf, Obercunnersdorf, Herrnhut, Oderwitz (Abschnitt Oberoderwitz bis Zittau nicht unter Denkmalschutz), siehe auch Sachgesamtheitsbestandteilslisten in den oben genannten Gemeinden (Obj. 09302436, 09306375, 09302439, 09302440, 09302441, 09302443, 08992559, 09302445 und 09303744); technikgeschichtlich, baugeschichtlich, eisenbahngeschichtlich und verkehrsgeschichtlich von Bedeutung, eine der ältesten Eisenbahnstrecken Sachsens | 08992544 |
| Direkt Bild zu diesem Denkmal hochladen | Eisenbahnstrecke Großpostwitz–Löbau                                        | (Karte) | 1920-1921 (Eisenbahnbrücke) | Eisenbahnbrücke; zwei gemauerte Aufleger mit Brücke aus Eisenfachwerk, eisenbahngeschichtlich und verkehrsgeschichtlich von Bedeutung | 09301865 |
| Direkt Bild zu diesem Denkmal hochladen | Eisenbahnstrecke Löbau–Zittau (Sachgesamtheit)                             | (Karte) | 4. Viertel 19. Jahrhundert (Eisenbahnbrücke)                                                                                   | Einzeldenkmal der Sachgesamtheit Eisenbahn Löbau–Zittau: Eisenbahnbrücke über die Straße (siehe auch Sachgesamtheitsdokument – Obj. 08992544); eisenbahngeschichtlich und verkehrsgeschichtlich von Bedeutung, Bogenbrücke aus Granitsteinen | 09222735 |
| Direkt Bild zu diesem Denkmal hochladen | Straßenbrücke über die Eisenbahnstrecke Löbau–Zittau                       | (Karte) | 4. Viertel 19. Jahrhundert (Straßenbrücke)                                                                                     | ein Bogen Granit, baugeschichtlich und technikgeschichtlich von Bedeutung | 09222764 |
| Direkt Bild zu diesem Denkmal hochladen | Anker-Teigwaren-Fabrik Loeser & Richter und Haus Schminke (Sachgesamtheit) | (Karte) | 1899 (Fabrikgebäude); 1930er Jahre (Treppenturm)                                                                               | Einzeldenkmale der Sachgesamtheit Anker-Teigwaren-Fabrik Loeser & Richter und Haus Schminke: Teigwarenfabrik mit Produktions- und Verwaltungsgebäuden, rückwärtigem Treppenhausturm von Hans Scharoun und teilweise erhaltenem Interieur (z. B. Möbel und Türen) (siehe Sachgesamtheitsdokument Obj. 09303655), ortsgeschichtlich, baugeschichtlich, technikgeschichtlich und wissenschaftlich von Bedeutung | 09222769 |
| Direkt Bild zu diesem Denkmal hochladen | Straßenbrücke über das Löbauer Wasser                                      | (Karte) | bezeichnet 1824, verändert (Straßenbrücke)                                                                                     | baugeschichtlich und technikgeschichtlich von Bedeutung | 09222786 |
| Direkt Bild zu diesem Denkmal hochladen | Wohnhaus, im Innern hölzerner Lastenaufzug                                 | (Karte) | 18. Jahrhundert (Wohnhaus) | wohl ehem. Speicherbau, mit barockem Portal, baugeschichtlich von Bedeutung | 09222587 |
| Direkt Bild zu diesem Denkmal hochladen | Eisenbahnstrecke Görlitz–Dresden                                           | (Karte) | 1845/1847 (Eisenbahnbrücke) | Eisenbahnbrücke; Brücke in Granitsteinen, verkehrs- und baugeschichtlich von Bedeutung | 09299763 |
| Direkt Bild zu diesem Denkmal hochladen | Konsum-Verein Löbau (ehem.)                                                | (Karte) | 1927 (Verwaltungs- und Fabrikgebäude)                                                                                          | Verwaltungs- und Produktionsgebäude; mit Reliefdarstellung über dem Eck-Eingang, außer figürlicher Darstellung hier die Bezeichnung »Gegründet 1898, KVL, 1927«, baugeschichtlich und ortsgeschichtlich von Bedeutung | 09222681 |
| Direkt Bild zu diesem Denkmal hochladen | Eisenbahnstrecke Löbau–Zittau (Sachgesamtheit)                             | (Karte) | 4. Viertel 19. Jahrhundert (Eisenbahnbrücke)                                                                                   | Einzeldenkmal der Sachgesamtheit Eisenbahn Löbau–Zittau: Eisenbahnbrücke über die Straße (siehe auch Sachgesamtheitsdokument – Obj. 08992544); eisenbahngeschichtlich und verkehrsgeschichtlich von Bedeutung, Bogenbrücke aus Granitsteinen | 09222736 |
| Direkt Bild zu diesem Denkmal hochladen | Eisenbahnstrecke Görlitz–Dresden                                           | (Karte) | bezeichnet 1846 (Eisenbahnbrücke)                                                                                              | Zwei Eisenbahnbrücken; Brücken parallel dicht nebeneinander, jeweils ein Segmentbogen aus fast regelmäßigen Granitsteinen, eisenbahngeschichtlich von Bedeutung | 09222796 |
| Direkt Bild zu diesem Denkmal hochladen | Schlachthof                                                                | (Karte) | zwischen 1894 und 1900 (Verwaltungsgebäude)                                                                                    | Wohn- und Verwaltungsgebäude eines Schlachthofes, mit Einfriedung; baugeschichtlich und ortsgeschichtlich von Bedeutung | 09223171 |
| Direkt Bild zu diesem Denkmal hochladen | August Förster Flügel- und Pianobau                                        | (Karte) | 1899 (Fabrikgebäude) | Fabrikgebäude; großer, dreigeschossiger Putzbau mit Mansarddach, ein Bauteil mit Turmaufsatz, siehe auch Jahnstr. 12, baugeschichtlich und ortsgeschichtlich von Bedeutung | 09222797 |
| Direkt Bild zu diesem Denkmal hochladen | Brauerei; Sudhaus                                                          | (Karte) | 2. Viertel 19. Jahrhundert (Brauerei)                                                                                          | Brauerei/Sudhaus, in Ecklage; großes, zweieinhalbgeschossiges Gebäude als Kopfbau, baugeschichtlich und ortsgeschichtlich von Bedeutung | 09222390 |
| Direkt Bild zu diesem Denkmal hochladen | Straßenbrücke über das Löbauer Wasser, mit Inschrifttafel                  | (Karte) | bezeichnet 1676 (Straßenbrücke); bezeichnet 1676 (Inschrifttafel)                                                              | dreibogige Gewölbebrücke aus Bruchsteinmauerwerk, baugeschichtlich, technikgeschichtlich und straßenbildprägend von Bedeutung | 09222646 |
| Direkt Bild zu diesem Denkmal hochladen | Mühlengebäude                                                              | (Karte) | 18. Jahrhundert (Mühle) | am Zusammenfluss von Seltenrein und Katzbach gelegen, barockes Gebäude mit Krüppelwalmdach, baugeschichtlich von Bedeutung | 09299766 |
| Direkt Bild zu diesem Denkmal hochladen | Kursächsische Postmeilensäulen (Sachgesamtheit)                            | (Karte) | bezeichnet 1725 (Postdistanzsäule)                                                                                             | Postmeilensäule; Kopie einer Distanzsäule, verkehrsgeschichtlich von Bedeutung | 09222476 |
| Direkt Bild zu diesem Denkmal hochladen | Humboldt-Säule                                                             | (Karte) | 2. Hälfte 19. Jahrhundert (Uhren- und Wettersäule)                                                                             | Wettersäule; frei stehendes Sandstein-Türmchen mit Thermo- und Barometer, aufg. vom Humboldt-Verein, ortsgeschichtlich und technikgeschichtlich von Bedeutung | 09222410 |
| Direkt Bild zu diesem Denkmal hochladen | Königlich-Sächsische Meilensteine (Sachgesamtheit)                         | (Karte) | 3. Viertel 19. Jahrhundert (Meilenstein)                                                                                       | Meilenstein; Sandsteinblock, oben abgerundet, verkehrshistorisch von Bedeutung | 09222729 |
| Direkt Bild zu diesem Denkmal hochladen | Seltenreinbrücke; Hindenburgbrücke; Brücke der Jugend                      | (Karte) | 1926-1927 (Straßenbrücke) | Straßenbrücke über das Tal der Zittauer Vorstadt mit der Seltenrein; baugeschichtlich, technikgeschichtlich und straßenbildprägend von Bedeutung | 09222794 |
| Direkt Bild zu diesem Denkmal hochladen | Kursächsische Postmeilensäulen (Sachgesamtheit)                            | (Karte) | 1725 (Postdistanzsäule) | Postmeilensäule; Teilkopie einer Distanzsäule, verkehrsgeschichtlich von Bedeutung | 09222325 |
| Direkt Bild zu diesem Denkmal hochladen | Springbrunnen                                                              | (Karte) | 1920er Jahre (Springbrunnen)                                                                                                   | flacher Schalenbrunnen mit profilierter Einfassung, platzbildprägend von Bedeutung | 09222627 |
| Direkt Bild zu diesem Denkmal hochladen | Wegestein                                                                  | (Karte) | 19. Jahrhundert (Wegestein) | verkehrsgeschichtlich von Bedeutung | 08960243 |
| Direkt Bild zu diesem Denkmal hochladen | Oppelsche Mahlmühle                                                        | (Karte) | Anfang 19. Jahrhundert (Mühle)                                                                                                 | Mühlgebäude (Obergeschoss Fachwerk) mit Anbau, Nebengebäude (Fachwerk), Erdkeller, dem gemauerter Mühlgraben mit Regulierungs- und Absperrvorrichtung und Mühlenkanal eines Wassermühlenanwesens; am Löbauer Wasser gelegen, baugeschichtlich, ortsgeschichtlich und technikgeschichtlich von Bedeutung | 08960608 |
| Direkt Bild zu diesem Denkmal hochladen | Eisenbahnstrecke Görlitz–Dresden                                           | (Karte) | | Eisenbahnbrücke; führt über das Rosenhainer Wasser, dreibogig, Granit-Zyklopenmauerwerk, baugeschichtlich und technikgeschichtlich von Bedeutung | 08960285 |
| Direkt Bild zu diesem Denkmal hochladen | Wegestein                                                                  | (Karte) | nach 1875 (Wegestein) | verkehrsgeschichtlich von Bedeutung | 08960277 |
| Direkt Bild zu diesem Denkmal hochladen | Wegestein                                                                  | (Karte) | 19. Jahrhundert (Wegestein) | verkehrsgeschichtlich von Bedeutung | 08960287 |
| Direkt Bild zu diesem Denkmal hochladen | Wegestein                                                                  | (Karte) | nach 1875 (Wegestein) | verkehrsgeschichtlich von Bedeutung | 08960282 |
| Direkt Bild zu diesem Denkmal hochladen | Wegestein                                                                  | (Karte) | nach 1875 (Wegestein) | verkehrsgeschichtlich von Bedeutung | 08960295 |
| Direkt Bild zu diesem Denkmal hochladen | Holländermühle Wohla                                                       | (Karte) | erwähnt 1808 (Mühle); 1848 (Wohnhaus); 1939 (Bäckerei); vmtl. 1939 (Backofen)                                                  | Windmühle, ehemaliges Wohnhaus, Wohnhaus mit Backofen, Nebengebäude und Brunnen; Backstube und Flur mit originalen Fliesen, Ensemble von baugeschichtlicher, ortsgeschichtlicher und technikgeschichtlicher Bedeutung sowie aufgrund des erhabenen Standorts stark landschaftsbildprägend | 08960635 |
| Direkt Bild zu diesem Denkmal hochladen | Wegestein                                                                  | (Karte) | 19. Jahrhundert (Wegestein) | verkehrsgeschichtlich von Bedeutung | 08960636 |
| Direkt Bild zu diesem Denkmal hochladen | Wegestein                                                                  | (Karte) | 19. Jahrhundert (Wegestein) | verkehrsgeschichtlich von Bedeutung | 08960242 |

## Markersdorf
| Bild                                    | Bezeichnung | Lage    | Datierung                             | Beschreibung                                                                                             | ID       |
| --------------------------------------- | --- | ------- | ------------------------------------- | --- | -------- |
| Direkt Bild zu diesem Denkmal hochladen | Wegestein | (Karte) | 19. Jahrhundert (Wegestein)           | verkehrsgeschichtlich von Bedeutung                                                                      | 09300818 |
| Direkt Bild zu diesem Denkmal hochladen | Wegesäule | (Karte) | frühes 19. Jahrhundert (Wegestein)    | verkehrsgeschichtlich von Bedeutung                                                                      | 09274843 |
|                                         | Eisenbahnstrecke Görlitz–Dresden; Bahnhof Gersdorf                                                                        | (Karte) | um 1880 (Bahnhof)                     | Bahnhofsgebäude; Klinkerbau, baugeschichtlich und eisenbahngeschichtlich von Bedeutung                   | 09274665 |
| Direkt Bild zu diesem Denkmal hochladen | Sachgesamtheit Königlich-Sächsische Triangulierung ("Europäische Gradmessung im Königreich Sachsen"); Station 3 Jauernick |         | bezeichnet 1865 (Triangulationssäule) | Triangulationsstein; Station 1. Ordnung, vermessungsgeschichtlich und technikgeschichtlich von Bedeutung | 09304508 |
| Direkt Bild zu diesem Denkmal hochladen | Eisenbahnstrecke Görlitz–Dresden                                                                                          | (Karte) | wohl um 1850 (Eisenbahnbrücke)        | Zwei Eisenbahnbrücken; eisenbahngeschichtlich von Bedeutung                                              | 09270616 |

## Mittelherwigsdorf
| Bild                                    | Bezeichnung | Lage                                                | Datierung                                                 | Beschreibung | ID       |
| --------------------------------------- | --- | --------------------------------------------------- | --------------------------------------------------------- | --- | -------- |
| Direkt Bild zu diesem Denkmal hochladen | Eisenbahnstrecke Görlitz–Zittau; Neißetalbahn                                                                               | (Karte)                                             | 2. Hälfte 19. Jahrhundert (Eisenbahnbrücke)               | Eisenbahnbrücke der Strecke Görlitz–Zittau; Einbogenbrücke, baugeschichtlich und verkehrsgeschichtlich von Bedeutung,                                                                                   | 09271415 |
| Weitere Bilder                          | Eisenbahnbrücke der Strecke Bischofswerda-Zittau                                                                            | (in Nähe Zum Feierabendheim, bei km 31,165) (Karte) | 1848                                                      | Sechs Bögen über das Tal der Mandau bei Kilometer 31,165, regelmäßiger und unregelmäßiger Stein, baugeschichtlich und verkehrsgeschichtlich bedeutsam, eines der ältesten sächsischen Eisenbahnviadukte | 09304176 |
| Weitere Bilder                          | Eisenbahnbrücke | (bei km 30,529) (Karte)                             | 1848                                                      | Bahnstrecke Zittau–Löbau; vier Bögen über das Schülertal bei km 30,529, eines der ältesten sächsischen Eisenbahnviadukte, baugeschichtlich und verkehrsgeschichtlich bedeutsam                          | 09304192 |
| Direkt Bild zu diesem Denkmal hochladen | Scheibemühle | (Karte)                                             | 18. Jahrhundert (Müllerwohnhaus); um 1900 (Fabrikgebäude) | Mühle mit Mühlenwohnhaus, Nebengebäude und Fabrikgebäude; baugeschichtlich und ortsgeschichtlich von Bedeutung                                                                                          | 09303814 |
| Direkt Bild zu diesem Denkmal hochladen | Felsenmühle | (Karte)                                             | um 1800, im Kern wohl älter (Mühle)                       | Mühle; Haus Obergeschoss Fachwerk teilweise verbrettert, baugeschichtlich und ortsgeschichtlich von Bedeutung                                                                                           | 09273765 |
| Direkt Bild zu diesem Denkmal hochladen | Straßenbrücke über das Landwasser                                                                                           | (Karte)                                             | 1694 (Straßenbrücke)                                      | einbogige Natursteinbrücke, baugeschichtlich und landschaftsbildprägend von Bedeutung | 09304229 |
| Direkt Bild zu diesem Denkmal hochladen | Straßenbrücke über die Mandau                                                                                               | (Karte)                                             | um 1850 (Straßenbrücke)                                   | einbogige Natursteinbrücke, baugeschichtlich und landschaftsbildprägend von Bedeutung | 09304181 |
|                                         | Sachgesamtheit Königlich-Sächsische Triangulierung ("Europäische Gradmessung im Königreich Sachsen"); Station 40 Schanzberg |                                                     | bezeichnet 1865 (Triangulationssäule)                     | Triangulationssäule; Station 2. Ordnung, technikgeschichtlich und vermessungsgeschichtlich von Bedeutung                                                                                                | 09305029 |
|                                         | Donix-Windmühle Oberseifersdorf                                                                                             | (Karte)                                             | im Kern 1787/1789 (Müllerwohnhaus)                        | Bockwindmühle, Müllerwohnhaus (Umgebinde) und Nebengebäude (Scheune und Schrotmühle); baugeschichtlich, ortsgeschichtlich und technikgeschichtlich von Bedeutung                                        | 09273416 |

## Mücka
| Bild | Bezeichnung                      | Lage    | Datierung                                     | Beschreibung                                                             | ID       |
| ---- | -------------------------------- | ------- | --------------------------------------------- | ------------------------------------------------------------------------ | -------- |
|      | Mühle mit Mühlteich und Speicher | (Karte) | bezeichnet 1921, Kern womöglich älter (Mühle) | exponierte Lage, baugeschichtlich und technikgeschichtlich von Bedeutung | 08991926 |

## Neißeaue
| Bild                                    | Bezeichnung             | Lage    | Datierung                             | Beschreibung                                                                                    | ID       |
| --------------------------------------- | ----------------------- | ------- | ------------------------------------- | ----------------------------------------------------------------------------------------------- | -------- |
| Direkt Bild zu diesem Denkmal hochladen | Wegestein               | (Karte) | 19. Jahrhundert (Wegestein)           | Bestandteil der "Kahlen Meile" (Poststraße), verkehrsgeschichtlich von Bedeutung                | 08992074 |
| Direkt Bild zu diesem Denkmal hochladen | Wegestein               | (Karte) | 19. Jahrhundert (Wegestein)           | verkehrsgeschichtlich von Bedeutung                                                             | 08992085 |
| Direkt Bild zu diesem Denkmal hochladen | Transformatorenhäuschen | (Karte) | 1920er Jahre (Transformatorenstation) | ortsgeschichtlich und technikgeschichtlich von Bedeutung                                        | 08992055 |
|                                         | Wasserturm              | (Karte) | 1930er Jahre (Wasserturm)             | Wasserturm; mit Einflüssen der Moderne, technikgeschichtlich und baugeschichtlich von Bedeutung | 08992072 |

## Neusalza-Spremberg, Stadt
| Bild                                    | Bezeichnung                           | Lage    | Datierung                             | Beschreibung | ID       |
| --------------------------------------- | ------------------------------------- | ------- | ------------------------------------- | --- | -------- |
| Direkt Bild zu diesem Denkmal hochladen | Schmiedebrücke                        | (Karte) | 1888 (Straßenbrücke)                  | Bogenbrücke über die Spree; baugeschichtlich und technikgeschichtlich von Bedeutung | 08962569 |
| Direkt Bild zu diesem Denkmal hochladen | Straßenbrücke über die Spree          | (Karte) | bezeichnet 1836 (Straßenbrücke)       | einbogige Natursteinbrücke, baugeschichtlich und technikgeschichtlich von Bedeutung | 08962567 |
| Direkt Bild zu diesem Denkmal hochladen | Henselmühle                           | (Karte) | nach 1840 (Mühle)                     | Wohnmühlenhaus mit Technik, davor Granittrog, alte Hofpflasterung mit Granit-Rinnen und Reste des Wasserbaus sowie Steindeckerbrücke vor der Mühle; baugeschichtlich, ortsgeschichtlich und technikgeschichtlich von Bedeutung | 08962477 |
|                                         | Eisenbahnstrecke Zittau–Bischofswerda | (Karte) | um 1890 (Empfangsgebäude)             | Empfangsgebäude des Bahnhofs; zwei große Giebelbauten mit eingeschossigem Verbinder mit kleinem Mittelgiebel, altes Kurbelwerk (Rarität), eisenbahngeschichtlich und technikgeschichtlich von Bedeutung                        | 08962601 |
| Direkt Bild zu diesem Denkmal hochladen | Bogenbrücke über die Spree            | (Karte) | bezeichnet 1833 (Straßenbrücke)       | Granitblöcke, baugeschichtlich und technikgeschichtlich von Bedeutung | 08962685 |
| Direkt Bild zu diesem Denkmal hochladen | Straßenbrücke über die Eisenbahn      | (Karte) | um 1875 (Straßenbrücke)               | einbogig aus Haustein, baugeschichtlich von Bedeutung | 08962603 |
| Direkt Bild zu diesem Denkmal hochladen | Straßenbrücke über die Eisenbahn      | (Karte) | um 1875 (Straßenbrücke)               | einbogig aus Haustein, baugeschichtlich und technikgeschichtlich von Bedeutung | 08962602 |
| Direkt Bild zu diesem Denkmal hochladen | Straßenbrücke                         | (Karte) | bezeichnet 1843 (Straßenbrücke)       | einbogig aus Haustein, baugeschichtlich und technikgeschichtlich von Bedeutung | 08962658 |
| Direkt Bild zu diesem Denkmal hochladen | Niedermühle                           | (Karte) | um 1900 (Mühle)                       | Mühlengebäude auf Hakengrundriss; heute Wohnhaus, Obergeschoss Fachwerk ornamental verschiefert, im ursprünglichen Aussehen erhalten, baugeschichtlich und ortsgeschichtlich von Bedeutung                                     | 08962684 |
| Direkt Bild zu diesem Denkmal hochladen | Weinpresse                            | (Karte) | 2. Hälfte 19. Jahrhundert (Presshaus) | Weinpresse; kleiner massiver Bau mit Bruchsteinsockel, zum ehemaligen Pinkertschen Haus gehörig, technikgeschichtlich von Bedeutung                                                                                            | 08962611 |

## Niesky, Stadt
| Bild                                    | Bezeichnung                                           | Lage    | Datierung                                            | Beschreibung | ID       |
| --------------------------------------- | ----------------------------------------------------- | ------- | ---------------------------------------------------- | --- | -------- |
| Weitere Bilder                          | Eisenbahnstrecke Kohlfurt–Hoyerswerda; Bahnhof Niesky | (Karte) | 1874 (Personenbahnhof)                               | Bahnhof mit Empfangsgebäude, Aborten und Güterschuppen; baugeschichtlich und eisenbahngeschichtlich von Bedeutung                                                                                              | 09269316 |
| Direkt Bild zu diesem Denkmal hochladen | Waggonbau Niesky; Christoph und Unmack AG (ehem.)     | (Karte) | 1920–1921 (Fabrikgebäude)                            | Produktionshalle I, K, L und sich anschließende Halle N des Waggonbaus der Firma Christoph & Unmack; singulär, von besonderer geschichtlicher Bedeutung                                                        | 09269550 |
|                                         | Wasserturm                                            | (Karte) | 1913 (Wasserturm)                                    | Wasserturm; neoromanische Formensprache, baugeschichtlich und technikgeschichtlich von Bedeutung | 09269553 |
| Direkt Bild zu diesem Denkmal hochladen | Stellwerk                                             | (Karte) | um 1900 (Stellwerk)                                  | eisenbahngeschichtlich von Bedeutung | 09301083 |
| Direkt Bild zu diesem Denkmal hochladen | Alte Schmiede                                         | (Karte) | 1805 (Wohnhaus)                                      | Wohnhaus und Schmiede mit Beschlagstall; ortsgeschichtlich von Bedeutung | 09269295 |
| Direkt Bild zu diesem Denkmal hochladen | Rest-Monumente des Stahlbaus Niesky (Sachgesamtheit)  | (Karte) | um 1920 (Fertigungsgebäude); um 1900 (Sozialgebäude) | Einzeldenkmale der Sachgesamtheit Rest-Monumente des Stahlbaus Niesky: Fertigungsgebäude „Konstruktion“ und Sanitätsstelle (siehe auch Sachgesamtheitsdokument obj. 09300569); ortsgeschichtlich von Bedeutung | 09300570 |
| Direkt Bild zu diesem Denkmal hochladen | Stellwerk                                             | (Karte) | um 1910 (Stellwerk)                                  | Putz-Ziegel-Bauweise, eisenbahngeschichtlich von Bedeutung | 09269317 |
|                                         | Rest-Monumente des Stahlbaus Niesky (Sachgesamtheit)  | (Karte) | um 1900 (Wasserturm); bezeichnet 1928 (Wasserturm)   | Einzeldenkmale der Sachgesamtheit Rest-Monumente des Stahlbaus Niesky: zwei Wassertürme (siehe auch Sachgesamtheitsdokument obj. 09300569); baugeschichtlich und ortsgeschichtlich von Bedeutung               | 09300586 |
| Direkt Bild zu diesem Denkmal hochladen | Produktions- und Speichergebäude einer Industriemühle | (Karte) | um 1920 (Mühle)                                      | baugeschichtlich und ortsgeschichtlich von Bedeutung | 09300574 |
| Direkt Bild zu diesem Denkmal hochladen | Fabrikgebäude                                         | (Karte) | 1920er Jahre ? (Fabrikgebäude)                       | bemerkenswerte Holzbinderkonstruktion einer ehemaligen Werkshalle der Firma Christoph & Unmack, u. a. besondere technikgeschichtliche Bedeutung                                                                | 09300573 |
| Direkt Bild zu diesem Denkmal hochladen | Umspannwerk                                           | (Karte) | 1920er Jahre (Umspannwerk)                           | Backstein, qualitätvolle Industriearchitektur, technikgeschichtlich von Bedeutung | 09269319 |

## Oderwitz
| Bild                                    | Bezeichnung | Lage    | Datierung | Beschreibung | ID       |
| --------------------------------------- | --- | ------- | --- | --- | -------- |
| Direkt Bild zu diesem Denkmal hochladen | Niedere Mühle (ehem.) | (Karte) | vermutlich um 1800 (Mühle); nach 1810 (Scheune und Getreidelager)                                                                  | Wirtschaftsgebäude (mit Stallungen) und Scheune der ehemaligen Niedermühle; baugeschichtlich und wirtschaftsgeschichtlich von Bedeutung, Fachwerkbauten | 09274117 |
| Direkt Bild zu diesem Denkmal hochladen | Wegesäule | (Karte) | 19. Jahrhundert (Wegestein) | verkehrsgeschichtlich von Bedeutung | 09271386 |
| Direkt Bild zu diesem Denkmal hochladen | Transformatorenturm | (Karte) | um 1910 (Transformatorenstation)                                                                                                   | technikgeschichtlich von Bedeutung, ein Klinkerbau | 09300137 |
| Direkt Bild zu diesem Denkmal hochladen | Sachgesamtheit Königlich-Sächsische Triangulierung (»Europäische Gradmessung im Königreich Sachsen«); Station 43 Spitzberg | (Karte) | bezeichnet 1864 (Triangulationssäule)                                                                                              | Triangulationssäule und umlaufendes Geländer; Station 2. Ordnung, vermessungsgeschichtlich von Bedeutung | 09303171 |
| Direkt Bild zu diesem Denkmal hochladen | Eisenbahnstrecke Löbau–Zittau (Sachgesamtheit)                                                                             | (Karte) | 1848 eröffnet (Eisenbahnanlage) | Sachgesamtheitsbestandteil der Sachgesamtheit Eisenbahn Löbau–Zittau, Abschnitt im Ortsteil Oberoderwitz, mit folgenden Einzeldenkmalen: Viadukt (Obj. 08962235), Eisenbahnbrücke über die Hauptstraße (Obj. 08992560) und Bahnhof Oberoderwitz (Obj. 08962333) sowie den Sachgesamtheitsteilen Trasse und Gleisanlage der Eisenbahn Löbau-Zittau (siehe auch Sachgesamtheitsdokument in der Denkmalliste der Stadt Löbau – Obj. 08992544); verkehrsgeschichtlich und technikgeschichtlich von Bedeutung | 08992559 |
| Direkt Bild zu diesem Denkmal hochladen | Straßenbrücke | (Karte) | bezeichnet 1838 (Straßenbrücke) | baugeschichtlich und verkehrsgeschichtlich von Bedeutung | 08962130 |
| Direkt Bild zu diesem Denkmal hochladen | Meilenstein |         | nach 1858 (Halbmeilenstein) | vmtl. ehem. Halbmeilenstein, verkehrsgeschichtlich von Bedeutung | 09305724 |
| Weitere Bilder                          | Eisenbahnstrecke Löbau–Zittau (Sachgesamtheit); Viadukt Oderwitz                                                           | (Karte) | 1846-1848 (Viadukt) | Einzeldenkmal der Sachgesamtheit Eisenbahn Löbau-Zittau: Eisenbahnviadukt (siehe auch Sachgesamtheitsdokument -Obj. 08992559); vielbogige Eisenbahnbrücke, technikgeschichtlich und verkehrsgeschichtlich bedeutend, Bestandteil der Eisenbahnstrecke Löbau-Zittau als einer der ältesten Strecken der Region | 08962235 |
|                                         | Birkmühle | (Karte) | bezeichnet 1869 (Wetterfahne) | Bockwindmühle; baugeschichtlich und technikgeschichtlich von Bedeutung, ein Wahrzeichen von Oderwitz | 08962153 |
|                                         | Bertholdmühle | (Karte) | erwähnt 1793 (Mühle); bezeichnet 1801 (Türgewände); 1939 (Neuoder Umbau Mühlentrakt); 1933 (Silo); 1952 (Verladung und Absackerei) | Mühlenanwesen mit Wohnmühlenhaus einschließlich viergeschossigem Mühlentrakt, in rechtem Winkel angebautem Gebäude für Absackerei und Verladung sowie Silo; baugeschichtlich und technikgeschichtlich von Bedeutung, schönes Eingangsportal am Wohnhaus, ein entscheidend auenbildprägendes Mühlenanwesen von ortshistorischer Bedeutung | 08962149 |
| Direkt Bild zu diesem Denkmal hochladen | Eisenbahnstrecke Löbau–Zittau (Sachgesamtheit)                                                                             | (Karte) | 1846–1848 (Eisenbahnbrücke) | Einzeldenkmal der Sachgesamtheit Eisenbahn Löbau-Zittau: Eisenbahnbrücke über die Hauptstraße (siehe auch Sachgesamtheitsdokument – Obj. 08992559); verkehrsgeschichtlich und technikgeschichtlich von Bedeutung, Bestandteil der Eisenbahnstrecke Löbau-Zittau als einer der ältesten Strecken der Region | 08992560 |
| Direkt Bild zu diesem Denkmal hochladen | Kontorhaus und Produktionsgebäude (u. a. mit Shedhalle) einer Fabrik                                                       | (Karte) | um 1910/1920 (Fabrikgebäude) | baugeschichtlich, ortsgeschichtlich und künstlerischarchitektonisch von Bedeutung, einheitlich im Reformstil um 1910 gebaut und gut erhalten, mit wertvollen gestalterischen Details (Farbglasfenster im Treppenhaus, originale Türen etc.) | 08962204 |
| Weitere Bilder                          | Eisenbahnstrecke Löbau–Zittau (Sachgesamtheit); Bahnhof Oberoderwitz                                                       | (Karte) | 1863 (Bahnhof); 1863 (Güterschuppen)                                                                                               | Einzeldenkmal der Sachgesamtheit Eisenbahn Löbau–Zittau: Bahnhof Oberoderwitz mit Empfangsgebäude, dann nach Süden das alte Wirtschaftsgebäude, der zweiständige Lokschuppen, das Wasserhaus (mit Wasseranzeiger) mit angebautem Güterschuppen, die historische Drehscheibe (gebaut für die K.S.St.E.B.) am Gleis 8 zu den Lokschuppengleisen 4 und 5, das weit südliche Stellwerk W 1, das dem Empfangsgebäude leicht nach Süden verschoben gegenüberliegende Lagergebäude (Güterschuppen), nördlich des Bahnhofs das Stellwerk W 3 mit Postenhäusel daneben, außerdem drei sächsische Wasserkräne (jeweils nördlich von W 3 und W 1 und südwestlich des Lokschuppens) (siehe auch Sachgesamtheitsdokument Obj. 08992559); baugeschichtlich, ortsgeschichtlich, eisenbahngeschichtlich und technikgeschichtlich von Bedeutung | 08962333 |
| Direkt Bild zu diesem Denkmal hochladen | Weberei Paul Elias | (Karte) | um 1900 (Fabrikgebäude) | Ehemalige Textilfabrik; technikgeschichtlich, baugeschichtlich und ortsgeschichtlich von Bedeutung, ortsbildprägender Klinkerbau einer Weberei | 09301478 |
| Direkt Bild zu diesem Denkmal hochladen | Speichergebäude | (Karte) | um 1910 (Speicher) | technikgeschichtlich von Bedeutung, ortsbildprägend | 08962362 |
|                                         | Berndt-Mühle | (Karte) | bezeichnet 1787 (Wetterfahne) | Bockwindmühle; baugeschichtlich und technikgeschichtlich von Bedeutung, im Aussehen weitgehend intakt, ein Wahrzeichen von Oderwitz | 08962227 |
|                                         | Neumann-Mühle | (Karte) | bezeichnet 1867 (Wetterfahne) | Bockwindmühle; technikgeschichtlich von Bedeutung, gut im ursprünglichen Aussehen erhalten, ein Wahrzeichen von Oderwitz | 08962175 |

## Olbersdorf
| Bild                                    | Bezeichnung                                                              | Lage    | Datierung                                         | Beschreibung | ID       |
| --------------------------------------- | ------------------------------------------------------------------------ | ------- | ------------------------------------------------- | --- | -------- |
| Weitere Bilder                          | Schmalspurbahn Zittau–Oybin/Jonsdorf (Sachgesamtheit); Bahnhof Bertsdorf | (Karte) | 1891 (Empfangsgebäude); 1891 (Versorgungsgebäude) | Einzeldenkmale der Sachgesamtheit Schmalspurbahn Zittau–Oybin/Jonsdorf: Bahnhof mit Empfangsgebäude (mit Güterschuppenanbau), Bahnsteigüberdachungen, Wirtschaftsgebäude, Kohleschuppen, Lokschuppen und Stellwerk (mit mechanischer Technik), sowie zwei Wasserkräne, Schlüsselwerk mit Hebelbank und Spannwerksraum, drei Einfahrtssignale (darunter letztes Gittermastsignal der Strecke) (siehe auch Sachgesamtheitsdokument – Obj. 08992536); baugeschichtlich, verkehrshistorisch und technikgeschichtlich von Bedeutung, überwiegend gründerzeitliche Klinkerbauten | 09274676 |
| Direkt Bild zu diesem Denkmal hochladen | Adam-Mühle                                                               | (Karte) | bezeichnet 1748 (Mühle)                           | Müller-Wohnhaus und angebautes Mühlengebäude; imposanter Barockbau mit Mansarddach, zwei profilierte Sandstein-Portale mit eingemeißelten Mühlenzeichen, ortsgeschichtlich und baugeschichtlich von Bedeutung | 09273229 |

## Oppach
| Bild                                    | Bezeichnung                      | Lage    | Datierung                                                    | Beschreibung | ID       |
| --------------------------------------- | -------------------------------- | ------- | ------------------------------------------------------------ | --- | -------- |
| Direkt Bild zu diesem Denkmal hochladen | Dammühle                         | (Karte) |                                                              | Wohnmühlenhaus, zwei Mühlsteine vor dem Haus; ortshistorische Bedeutung. | 08962787 |
| Direkt Bild zu diesem Denkmal hochladen | Rothe Mühle; Neue Grenzmühle     | (Karte) | 2. Hälfte 19. Jahrhundert, Kern wahrscheinlich älter (Mühle) | Wohnmühlenhaus und Produktionsgebäude; massive Gebäude, Wohnhaus mit Korbbogenportal, von technikgeschichtlicher und ortshistorischer Bedeutung | 08962784 |
| Direkt Bild zu diesem Denkmal hochladen | Siemens-Schaltelektronik (ehem.) | (Karte) | 1929-1930 (Fabrikgebäude)                                    | Fabrik, bestehend aus Hauptgebäude, Galvanikgebäude mit Heizhaus und Esse, Verwaltungsgebäude und Pförtnergebäude sowie Einfriedung; eines der wenigen Zeugnisse des Bauens der Neuen Sachlichkeit im Landkreis, ortsgeschichtliche und überregionale architektonische Bedeutung | 08962726 |

## Ostritz, Stadt
| Bild                                    | Bezeichnung                                                                         | Lage    | Datierung                                                                                   | Beschreibung | ID       |
| --------------------------------------- | ----------------------------------------------------------------------------------- | ------- | ------------------------------------------------------------------------------------------- | --- | -------- |
| Direkt Bild zu diesem Denkmal hochladen | Wohnstallhaus, Seitengebäude, Scheune sowie Schmiede eines ehemaligen Vierseithofes | (Karte) | Mitte 19. Jahrhundert (Wohnstallhaus)                                                       | Massivbauten, ein Wirtschaftsgebäude ehemals mit Kumthalle, ortsbildprägende Hofanlage, baugeschichtlich und wirtschaftsgeschichtlich von Bedeutung | 09228047 |
| Direkt Bild zu diesem Denkmal hochladen | Wohnhaus und Schmiede eines Hakenhofes                                              | (Karte) | 1. Hälfte 18. Jahrhundert, wohl bezeichnet 1769 (Wohnhaus); Ende 19. Jahrhundert (Schmiede) | mit Fachwerk-Obergeschoss, ehemals Umgebindehaus, wichtig für Ortsbild/Blickbeziehung, baugeschichtlich von Bedeutung | 09228048 |
| Direkt Bild zu diesem Denkmal hochladen | Kellbrunnen                                                                         | (Karte) | 1664 (Brunnen)                                                                              | Gefasste Quelle mit Sitzbänken und zwei Skulpturen; schöne barocke Brunnenanlage, künstlerisch und ortsgeschichtlich von Bedeutung | 09228059 |
| Direkt Bild zu diesem Denkmal hochladen | Alte Stadtmühle                                                                     | (Karte) | bezeichnet 1834, Kern älter (Mühle)                                                         | Mühle; Wassermühle, stattlicher, leicht abgewinkelter Bau mit Krüppelwalmdach, Steintafel über Türstock, hier Äbtissinnenstab mit den Insignien »M.Z.-A.M.« und »1834«, Zeugnis der städtischen und klösterlichen Versorgung, ortsgeschichtlich, technikgeschichtlich und baugeschichtlich von Bedeutung | 09226945 |
| Direkt Bild zu diesem Denkmal hochladen | Brauhaus                                                                            | (Karte) | 1824 (Brauerei)                                                                             | Brauerei; repräsentatives massives Gebäude, große Toreinfahrt, Fassade mit Pilastergliederung, baugeschichtlich und technikgeschichtlich von Bedeutung | 09228080 |

## Oybin
| Bild                                    | Bezeichnung                                                                     | Lage    | Datierung                                                                               | Beschreibung | ID       |
| --------------------------------------- | ------------------------------------------------------------------------------- | ------- | --------------------------------------------------------------------------------------- | --- | -------- |
| Weitere Bilder                          | Schmalspurbahn Zittau–Oybin/Jonsdorf (Sachgesamtheit)                           | (Karte) | ab 1890 (Eisenbahnanlage)                                                               | Sachgesamtheitsbestandteil der Sachgesamtheit Schmalspurbahn Zittau–Oybin/Jonsdorf, mit folgenden Einzeldenkmalen: Bahnhof Oybin-Niederdorf (Waldstraße 8 – Obj. 09270991) und Bahnhof Oybin (Friedrich-Engels-Straße 36 – Obj. 09270874), und mit folgenden Sachgesamtheitsteilen: der Trasse, Streckenausrüstung mit Hektometersteinen, Freileitung für Strecken- und Bahnhofstelefone (letztere teilweise abgebaut), Geländeeinschnitt bei Oybin-Niederdorf, Bahnkörper am Einsiedel mit Futtermauer (siehe auch Sachgesamtheitsliste – Obj. 08992260); verkehrshistorisch, eisenbahngeschichtlich und technikgeschichtlich von Bedeutung, die Zweigleisigkeit ist eine schützenswerte Besonderheit der Schmalspurbahn (der betriebsfähige Fahrzeugpark, siehe unter Zittau, Schmalspurbahn Zittau–Oybin/Jonsdorf) | 09302077 |
| Direkt Bild zu diesem Denkmal hochladen | Brunnen und Wasserhochbehälter                                                  | (Karte) | 1927-1928 (Wasserhochbehälter)                                                          | in der Art eines Stadtmauerturms wohl im Sinne der Heimatschutzbewegung errichtet, technikgeschichtlich von Bedeutung | 09271009 |
| Direkt Bild zu diesem Denkmal hochladen | Märchenspiele                                                                   | (Karte) | bezeichnet 1936 (Diorama)                                                               | Diorama mit mechanisch bewegten Figuren; Mechanik von 1936, künstlerisch, technikgeschichtlich und ortsgeschichtlich von Bedeutung | 09271201 |
| Weitere Bilder                          | Schmalspurbahn Zittau–Oybin/Jonsdorf (Sachgesamtheit); Bahnhof Oybin            | (Karte) | 1890 (Empfangsgebäude); 1909 (Güterschuppen); 1912 (Stellwerk); 1914 (Bedürfnisanstalt) | Einzeldenkmale der Sachgesamtheit Schmalspurbahn Zittau–Oybin/Jonsdorf: Bahnhof mit Empfangsgebäude (mit Gepäckabfertigung, Stellwerksanbau und Wartehalle), ehemaliger Güterschuppen (jetzt Museum), Wirtschaftsgebäude (mit Abort und Wasserhaus sowie Holzschuppenanbau) und Wasserkran (siehe auch Sachgesamtheitsliste – Obj. 09302077); baugeschichtlich, verkehrshistorisch und technikgeschichtlich von Bedeutung, Empfangsgebäude gründerzeitlicher gelber Klinkerbau von 1890, mit Erweiterungsbauten im Heimatstil der Zeit nach 1910 | 09270874 |
| Direkt Bild zu diesem Denkmal hochladen | Mehrere Wegesteine                                                              | (Karte) | 19. Jahrhundert (Wegestein)                                                             | rund 20 hangseitig befindliche Wegesteine, darunter ein halbrunder Ringstein aus Sandstein, verkehrsgeschichtlich und technikgeschichtlich von Bedeutung | 09278866 |
| Weitere Bilder                          | Schmalspurbahn Zittau–Oybin/Jonsdorf (Sachgesamtheit); Bahnhof Oybin-Niederdorf | (Karte) | 1916 (Empfangsgebäude)                                                                  | Einzeldenkmal der Sachgesamtheit Schmalspurbahn Zittau–Oybin/Jonsdorf: ehemaliges Bahnhofsgebäude Oybin-Niederdorf, jetzt Wohnhaus (siehe auch Sachgesamtheitsliste – Obj. 09302077); baugeschichtlich, verkehrshistorisch und technikgeschichtlich von Bedeutung, im Heimatstil | 09270991 |

## Quitzdorf am See
| Bild                                    | Bezeichnung                      | Lage    | Datierung | Beschreibung | ID       |
| --------------------------------------- | -------------------------------- | ------- | --- | --- | -------- |
|                                         | Zwei Wegesteine                  | (Karte) | 19. Jahrhundert (Wegestein) | verkehrsgeschichtlich von Bedeutung | 09268366 |
|                                         | Zischelmühle                     | (Karte) | vor 1900 (Kern älter) | Industriemühlengebäude; baugeschichtlich und ortsgeschichtlich von Bedeutung | 09268367 |
| Direkt Bild zu diesem Denkmal hochladen | Rittergut Kollm (Sachgesamtheit) | (Karte) | 1765 (Altes Schloss, 1945 zerstört); 1909–1911 (Neues Schloss); 1. und 2. Hälfte 19. Jahrhundert (Seitengebäude); um 1920 (Tanksäule) | Einzeldenkmale der Sachgesamtheit Rittergut Kollm: Herrenhaus (Neues Schloss, Nr. 6), Gesindehaus (Hauptstraße 27), zwei Wirtschaftsgebäude mit Ställen (Nr. 1, 1a, 3 und 4), ein weiteres Wirtschaftsgebäude mit Ställen (ehem. Altes Schloss, nur Erdgeschoss erhalten, Nr. 2), Eiskeller (Nr. 5), zwei mal zwei Torpfeiler, Reste der Einfriedung, historische Tanksäule und drei Grabsteine neben dem Neuen Schloss (siehe auch Sachgesamtheitsliste unter gleicher Anschrift -Obj. 09302712); baugeschichtlich und ortsgeschichtlich von Bedeutung, Tanksäule als eine der letzten sachsenweit erhaltenen von großer verkehrsgeschichtlicher und versorgungsgeschichtlicher sowie technikgeschichtlicher Bedeutung | 09269018 |
| Direkt Bild zu diesem Denkmal hochladen | Rittergut Kollm (Sachgesamtheit) | (Karte) | 1765 (Altes Schloss, 1945 zerstört); 1909-1911 (Neues Schloss); 1. und 2. Hälfte 19. Jahrhundert (Seitengebäude); um 1920 (Tanksäule) | Einzeldenkmale der Sachgesamtheit Rittergut Kollm: Herrenhaus (Neues Schloss, Nr. 6), Gesindehaus (Hauptstraße 27), zwei Wirtschaftsgebäude mit Ställen (Nr. 1, 1a, 3 und 4), ein weiteres Wirtschaftsgebäude mit Ställen (ehem. Altes Schloss, nur Erdgeschoss erhalten, Nr. 2), Eiskeller (Nr. 5), zwei mal zwei Torpfeiler, Reste der Einfriedung, historische Tanksäule und drei Grabsteine neben dem Neuen Schloss (siehe auch Sachgesamtheitsliste unter gleicher Anschrift -Obj. 09302712); baugeschichtlich und ortsgeschichtlich von Bedeutung, Tanksäule als eine der letzten sachsenweit erhaltenen von großer verkehrsgeschichtlicher und versorgungsgeschichtlicher sowie technikgeschichtlicher Bedeutung | 09269018 |
| Direkt Bild zu diesem Denkmal hochladen | Transformatorenturm              | (Karte) | 1920er Jahre (Transformatorenstation)                                                                                                 | Zeugnis der Elektrifizierung, technikgeschichtlich von Bedeutung | 09269001 |
| Direkt Bild zu diesem Denkmal hochladen | Bahnwärterhaus und Schuppen      | (Karte) | 1912 (Bahnwärterhaus) | verkehrsgeschichtlich von Bedeutung | 09269006 |
|                                         | Mühle Sproitz                    | (Karte) | Kern 1625 (Mühle); vor 1900 (Mühle)                                                                                                   | Wohnmühlenhaus mit Mühlenanbau und Silo; baugeschichtlich, ortsgeschichtlich und technikgeschichtlich von Bedeutung | 09269010 |

## Reichenbach/O.L., Stadt
| Bild                                    | Bezeichnung                                      | Lage    | Datierung          | Beschreibung | ID       |
| --------------------------------------- | ------------------------------------------------ | ------- | ------------------ | --- | -------- |
|                                         | Industriemühle                                   | (Karte) | 1949/1950 (Mühle)  | Industriemühle mit Mühlentechnik und Bruchsteinbrücke; Mühle in der Formensprache der 1920er Jahre, authentisch, geschichtlich und städtebaulich von Bedeutung | 09268896 |
| Direkt Bild zu diesem Denkmal hochladen | Rundfunksendestation                             | (Karte) | 1934 (Funkhaus)    | Gebäude eines Radiosenders mit Hauptbau, zwei Pavillons und Verbindungstrakten, mit Einfriedung; geschichtlich und ortsgeschichtlich von Bedeutung             | 09268736 |
|                                         | Windmühle auf dem Töpferberg                     | (Karte) | 1845 (Mühle)       | Turmholländer; baugeschichtlich, ortsgeschichtlich und technikgeschichtlich von Bedeutung                                                                      | 09268733 |
|                                         | Eisenbahnstrecke Görlitz–Dresden; Brücke Sohland | (Karte) | vor 1847 (Viadukt) | Eisenbahnviadukt über das Tal des Schwarzen Schöps; eisenbahngeschichtlich und technikgeschichtlich von Bedeutung                                              | 09271392 |
| Direkt Bild zu diesem Denkmal hochladen | Mühle und Wirtschaftsgebäude                     | (Karte) | um 1700 (Mühle)    | baugeschichtlich und technikgeschichtlich von Bedeutung | 09271673 |
| Weitere Bilder                          | Windmühle am Mittelgut                           | (Karte) | um 1840 (Mühle)    | Turmholländer und Wohnhaus (transloziert); Fachwerkhaus, baugeschichtlich und technikgeschichtlich von Bedeutung                                               | 09271684 |
| Weitere Bilder                          | Bachmannwindmühle Sohland am Rotstein            | (Karte) | um 1800 (Mühle)    | Bockwindmühle; ortsgeschichtlich und technikgeschichtlich von Bedeutung                                                                                        | 09271402 |

## Rietschen
| Bild                                    | Bezeichnung                                                        | Lage    | Datierung                                                                 | Beschreibung | ID       |
| --------------------------------------- | ------------------------------------------------------------------ | ------- | ------------------------------------------------------------------------- | --- | -------- |
| Direkt Bild zu diesem Denkmal hochladen | Alte Schmiede                                                      | (Karte) | Ende 19. Jahrhundert (Schmiede)                                           | Ehemalige Schmiede (mit Ausstattung) und daran anschließender Wohnteil; baugeschichtlich und ortsgeschichtlich von Bedeutung         | 09276402 |
| Direkt Bild zu diesem Denkmal hochladen | Stellwerk                                                          | (Karte) | um 1900 (Stellwerk)                                                       | eisenbahngeschichtlich von Bedeutung                                                                                                 | 09276375 |
| Direkt Bild zu diesem Denkmal hochladen | Eisenbahnstrecke Görlitz–Berlin; Bahnhof Rietschen                 | (Karte) | ca. 1869 (Empfangsgebäude); 2. Hälfte des 19. Jahrhunderts (Nebengebäude) | Empfangsgebäude, Nebengebäude und Güterschuppen des Bahnhofes; regionaltypische Ziegelbauweise, eisenbahngeschichtlich von Bedeutung | 09276372 |
| Direkt Bild zu diesem Denkmal hochladen | Wohnmühlenhaus, Mahlgebäude und Nebengebäude eines Mühlenkomplexes | (Karte) | 19. Jahrhundert (Mahlgebäude); Kern wohl 18. Jahrhundert (Wohnmühlenhaus) | baugeschichtlich und ortsgeschichtlich von Bedeutung                                                                                 | 09277001 |

## Rosenbach
| Bild                                    | Bezeichnung | Lage    | Datierung                                | Beschreibung | ID       |
| --------------------------------------- | --- | ------- | ---------------------------------------- | --- | -------- |
| Direkt Bild zu diesem Denkmal hochladen | Sachgesamtheit Königlich-Sächsische Triangulierung ("Europäische Gradmessung im Königreich Sachsen"); Station 42 Rothstein |         | bezeichnet 1864 (Triangulationssäule)    | Triangulationssäule; Station 2. Ordnung, vermessungsgeschichtlich und technikgeschichtlich von Bedeutung | 09305031 |
| Direkt Bild zu diesem Denkmal hochladen | Wegestein | (Karte) | 19. Jahrhundert (Wegestein)              | verkehrsgeschichtlich von Bedeutung | 08962805 |
| Direkt Bild zu diesem Denkmal hochladen | Rittergut Niederbischdorf (Sachgesamtheit)                                                                                 | (Karte) | ab 17. Jahrhundert (Schloss (Rittergut)) | Einzeldenkmal o. g. Sachgesamtheit: Rittergut mit Schloss und zwei Wirtschaftsgebäuden an der Straße sowie Mühle (Nr. 6 und 7) (siehe auch Sachgesamtheitsdokument -Obj. 09303875, gleiche Anschrift); ortsgeschichtlich und technikgeschichtlich von Bedeutung | 09303846 |
| Direkt Bild zu diesem Denkmal hochladen | Königlich-Sächsische Meilensteine (Sachgesamtheit)                                                                         | (Karte) | bezeichnet 1859 (Halbmeilenstein)        | Meilenstein; urspr. vmtl. Halbmeilenstein, verkehrsgeschichtlich von Bedeutung | 08962839 |

## Rothenburg/O.L., Stadt
| Bild                                    | Bezeichnung                                                                       | Lage    | Datierung                                            | Beschreibung | ID       |
| --------------------------------------- | --------------------------------------------------------------------------------- | ------- | ---------------------------------------------------- | --- | -------- |
| Direkt Bild zu diesem Denkmal hochladen | Bremenwerk                                                                        | (Karte) | um 1910 (Wasserwerk)                                 | Wasserwerksgebäude und Reste des alten Wehrs; Gebäude im Reformstil der Zeit um 1910, baugeschichtlich und technikgeschichtlich von Bedeutung | 08975302 |
| Direkt Bild zu diesem Denkmal hochladen | Lokschuppen                                                                       | (Karte) | um 1920 (Lokschuppen)                                | in Backstein, technikgeschichtlich von Bedeutung | 08975648 |
|                                         | Eisenbahnstrecke Niesky–Wiesau (Wymiarki); Bahnhof Rothenburg/O.L.                | (Karte) | um 1890 (Empfangsgebäude)                            | Bahnhofsgebäude mit angebautem Güterboden; Schuppen aus preußischem Fachwerk, Ziegelsteinbauten, bau- und technikgeschichtlich von Bedeutung | 08975649 |
| Direkt Bild zu diesem Denkmal hochladen | Städtisches Wasserwerk                                                            | (Karte) | um 1900 (Wasserwerk)                                 | Wasserwerk; gründerzeitlicher Putzbau mit Klinkergliederung, technikgeschichtlich von Bedeutung | 08975650 |
| Direkt Bild zu diesem Denkmal hochladen | Sowjetischer Ehrenfriedhof (Sachgesamtheit)                                       | (Karte) | 1950er Jahre (Mahn- und Gedenkstätte Sowjetbürger)   | Einzeldenkmal der Sachgesamtheit Sowjetischer Ehrenfriedhof: Gedenkstein (siehe dazu auch Sachgesamtheitsliste -Obj. 09303219); Begräbnisort von 125 Sowjetsoldaten, geschichtlich von Bedeutung | 08975360 |
| Direkt Bild zu diesem Denkmal hochladen | Haupt- und angebautes Nebengebäude eines Mühlenanwesens, verbunden durch Torbogen | (Karte) | 2. Hälfte 19. Jahrhundert (Mühle)                    | einfache Putzbauten, v. a. ortshistorische Bedeutung | 08975315 |
| Direkt Bild zu diesem Denkmal hochladen | Schlossbereich Rothenburg (Sachgesamtheit)                                        | (Karte) | 1805 (Renthaus)                                      | Einzeldenkmale der Sachgesamtheit Schlossbereich Rothenburg: Renthaus mit allen Anbauten und Mauer, allen noch vorhandenen Substruktionsmauern von Schloss und Schlossplatz sowie allen Eingangspfeilern (siehe Sachgesamtheitsliste gleiche Anschrift -Obj. 09300838); ortsgeschichtlich von Bedeutung | 08975310 |
|                                         | Wasserturm                                                                        | (Karte) | um 1900 (Wasserturm)                                 | Wasserturm; roter Ziegelsteinbau, technikgeschichtlich von Bedeutung | 08975670 |
| Direkt Bild zu diesem Denkmal hochladen | Petzold-Mühle                                                                     | (Karte) | 1930er Jahre (Mühle); 19. Jahrhundert (Nebengebäude) | Wassermühle mit Mühlengebäude einschließlich der vollständig erhaltenen Mühlentechnik und Nebengebäude; ortsgeschichtlich und technikgeschichtlich von Bedeutung | 08975828 |

## Schleife
| Bild                                    | Bezeichnung                                       | Lage    | Datierung                      | Beschreibung | ID       |
| --------------------------------------- | ------------------------------------------------- | ------- | ------------------------------ | --- | -------- |
| Direkt Bild zu diesem Denkmal hochladen | Eisenbahnstrecke Görlitz–Berlin; Bahnhof Schleife | (Karte) | 1890er Jahre (Personenbahnhof) | Empfangsgebäude des Bahnhofs und zwei weitere Gebäude, durch niedrigen Bau miteinander verbunden; eisenbahngeschichtlich und ortsgeschichtlich von Bedeutung | 09285642 |

## Schönau-Berzdorf a. d. Eigen
| Bild                                    | Bezeichnung | Lage    | Datierung                                          | Beschreibung | ID       |
| --------------------------------------- | --- | ------- | -------------------------------------------------- | --- | -------- |
| Direkt Bild zu diesem Denkmal hochladen | Niedermühle; Schrotmühle                                                                                                  | (Karte) | bezeichnet 1836 (Mühle); 19. Jahrhundert (Scheune) | Mühlenanwesen mit Wohnhaus (Umgebinde) mit Anbau, zwei Scheunen und Hofeinfahrtspfeilern; Obergeschoss Fachwerk, Umgebinde mit profilierten Säulen, Scheune massiv, baugeschichtlich und technikgeschichtlich von Bedeutung                                                                         | 09273878 |
| Direkt Bild zu diesem Denkmal hochladen | Sachgesamtheit Königlich-Sächsische Triangulierung ("Europäische Gradmessung im Königreich Sachsen"); Station 41, Hutberg |         | bezeichnet 1864 (Triangulationssäule)              | Triangulationssäule; Station 2. Ordnung, technikgeschichtlich und vermessungsgeschichtlich von Bedeutung | 09305030 |
| Direkt Bild zu diesem Denkmal hochladen | Mittelmühle | (Karte) | um 1870 (Mühle)                                    | Mühlenanwesen mit drei Gebäuden (Wohnhaus und Wirtschaftsgebäude Nr. 74, Nebengebäude Nr. 75); Wohnhaus mit turmartigem Mühlentrakt, Wirtschaftsgebäude mit Stallungen im Erdgeschoss, Nr. 75 Nebengebäude mit Wohnteil, baugeschichtlich, technikgeschichtlich und ortsgeschichtlich von Bedeutung | 09271330 |
| Direkt Bild zu diesem Denkmal hochladen | Seidelmühle | (Karte) | 1844 (Mühle, Nr. 75); 1868 (Mühle, Nr. 76)         | Mühlenanwesen, mit Müllerwohnhaus (Nr. 75) mit Anbau sowie Scheune mit Anbau, Mühlengebäude (Nr. 76) über hakenförmigem Grundriss; massive Gebäuden zu beiden Seiten der Straße, baugeschichtlich, technikgeschichtlich und ortsgeschichtlich von Bedeutung                                         | 09271301 |

## Schönbach
| Bild                                    | Bezeichnung                                  | Lage    | Datierung                                                                                               | Beschreibung | ID       |
| --------------------------------------- | -------------------------------------------- | ------- | --- | --- | -------- |
| Direkt Bild zu diesem Denkmal hochladen | Textilfabrik Johann Christian Zische (ehem.) | (Karte) | bezeichnet 1815 (Faktorenhaus); um 1905 (Fabrikgebäude); 1. Hälfte 19. Jahrhundert (Wirtschaftsgebäude) | Textilfabrik, mit Wohnhaus (ehemaliges Faktorenhaus), Seitengebäude (ehemaliges Wirtschaftsgebäude), Verwaltungsgebäude, mehreren Produktionsgebäuden, Heizhaus und Schornstein, dazu ein kleines Nebengebäude an der Beiersdorfer Straße und Hofpflaster; baugeschichtlich und ortsgeschichtlich von Bedeutung, ehemaliges Faktorenhaus massiver Putzbau mit Mittelrisalit und Korbbogenportal, Seitengebäude (ehemaliges Wirtschaftsgebäude, Obergeschoss Fachwerk verbrettert), Verwaltungsgebäude (mit Stockgesims, flachem Walmdach und Einfriedung), Produktionsgebäude (mit Putz- und Ziegelzier, Toreinbauten und hölzernem Dachaufbau, Dacherkerturm mit Uhr und Glocken), weiterem Produktionsgebäude (mit Stufengiebeln, Zierankern, ziegelverblendetem Erdgeschoss), schlichtes Heizhaus (mit Metallrundbogenfenstern) | 09226241 |
| Direkt Bild zu diesem Denkmal hochladen | Granitsteinbruch mit Kran                    | (Karte) | Ende 19. Jahrhundert (Steinbruch)                                                                       | ortsgeschichtlich und technikgeschichtlich von Bedeutung | 09226140 |
| Direkt Bild zu diesem Denkmal hochladen | Wasserborn                                   | (Karte) | bezeichnet 1826 (Quellenanlage)                                                                         | mit Granitsteinfassung, ortsgeschichtlich von Bedeutung | 09226112 |
| Direkt Bild zu diesem Denkmal hochladen | Granitwerk Israel                            | (Karte) | um 1900 (Verwaltungsgebäude); 1920 (Gattersäge)                                                         | Wohn- und Verwaltungsgebäude, der vordere Flügel des Produktionsgebäudes und die Steinsäge (Gattersäge) eines Granitwerkes; baugeschichtlich, ortsgeschichtlich und technikgeschichtlich von Bedeutung, Ensemble von Gründerzeitgebäuden, Wohn- und Verwaltungsgebäude mit Putzzier und Mittelrisalit | 09226195 |
| Direkt Bild zu diesem Denkmal hochladen | Hofgebäude mit Wäschemangel                  | (Karte) | um 1900 (Wäschemangel)                                                                                  | technikgeschichtlich von Bedeutung, originale Mangelstube | 09226074 |
| Direkt Bild zu diesem Denkmal hochladen | Schönbacher Windmühle                        | (Karte) | bezeichnet 1841 (Mühle)                                                                                 | Turmholländer; achteckige Bauform, daher baugeschichtlich von Bedeutung, orts- und technikgeschichtlich von Bedeutung | 09226208 |

## Schöpstal
| Bild                                    | Bezeichnung                                | Lage    | Datierung                                                                        | Beschreibung | ID       |
| --------------------------------------- | ------------------------------------------ | ------- | -------------------------------------------------------------------------------- | --- | -------- |
| Direkt Bild zu diesem Denkmal hochladen | Rudolphmühle                               | (Karte) | 18. Jahrhundert (Mühle)                                                          | Wohnmühlenhaus und Nebengebäude eines Mühlenanwesens, mit Wasserbau; baugeschichtlich und ortsgeschichtlich von Bedeutung                                                                                     | 09269938 |
| Direkt Bild zu diesem Denkmal hochladen | Gedenkstein                                | (Karte) | bezeichnet 1735 (Gedenkstein)                                                    | bezeichnet "CR Ano 1735", ortsgeschichtlich von Bedeutung | 09303077 |
| Direkt Bild zu diesem Denkmal hochladen | Niedermühle                                | (Karte) | 1860 lt. Auskunft (Mühle); 1952 (Silo); 1900 (Seitengebäude); 1936 (Walzenstuhl) | Wohnmühlenhaus, Seitengebäude, Mühlengebäude, Wehr und Wasserbau sowie zwei Walzenstühle eines Mühlenanwesens; Mühle wird noch betrieben, technik-, bau- und ortsgeschichtlich von Bedeutung, Seltenheitswert | 09269917 |
| Direkt Bild zu diesem Denkmal hochladen | Transformatorenturm                        | (Karte) | um 1920 (Transformatorenstation)                                                 | ortsgeschichtlich von Bedeutung | 09269916 |
| Direkt Bild zu diesem Denkmal hochladen | Wegestein                                  | (Karte) | 19. Jahrhundert (Wegestein)                                                      | verkehrsgeschichtlich von Bedeutung | 09269933 |
| Direkt Bild zu diesem Denkmal hochladen | Brunnen mit Schriftplatte                  | (Karte) | bezeichnet 1792 (Inschrifttafel)                                                 | technikgeschichtlich von Bedeutung | 09269927 |
| Direkt Bild zu diesem Denkmal hochladen | Umspannwerk                                | (Karte) | 1930 (Umspannwerk)                                                               | expressionistische Architekturelemente, baugeschichtlich und technikgeschichtlich von Bedeutung | 09269946 |
| Direkt Bild zu diesem Denkmal hochladen | Görlitzer Kreisbahn; Bahnhof Ebersbach     | (Karte) | 1905 (Empfangsgebäude)                                                           | Bahnhofsgebäude mit angebautem Schuppen, Bahnsteig, vier Beleuchtungsmasten und ein Fernsprechkasten; baugeschichtlich und eisenbahngeschichtlich von Bedeutung                                               | 09269945 |
| Direkt Bild zu diesem Denkmal hochladen | Hochwasserstein                            | (Karte) | vmtl. nach 1766 (Hochwassermarke)                                                | Anzeiger für Hochwasserpegel, ortsgeschichtlich von Bedeutung | 09269924 |
| Direkt Bild zu diesem Denkmal hochladen | Überfallwehr                               | (Karte) | um 1900 (Wehr)                                                                   | technikgeschichtlich von Bedeutung | 09269961 |
| Direkt Bild zu diesem Denkmal hochladen | Kalkofen                                   | (Karte) | 19. Jahrhundert (Kalkofen)                                                       | Doppelschachtofen, ortsgeschichtlich und technikgeschichtlich von Bedeutung | 09269895 |
| Direkt Bild zu diesem Denkmal hochladen | Kalkofen und Kohlespeicher                 | (Karte) | vmtl. 19. Jahrhundert (Kalkofen)                                                 | Doppelschachtofen, ortsgeschichtlich und technikgeschichtlich von Bedeutung | 09269894 |
| Direkt Bild zu diesem Denkmal hochladen | Kalkofen                                   | (Karte) | 19. Jahrhundert (Kalkofen)                                                       | einfacher Schachtofen, ortsgeschichtlich und technikgeschichtlich von Bedeutung | 09269893 |
| Direkt Bild zu diesem Denkmal hochladen | Transformatorenhaus                        | (Karte) | um 1920 (Transformatorenstation)                                                 | technikgeschichtlich von Bedeutung | 09269899 |
| Direkt Bild zu diesem Denkmal hochladen | Görlitzer Kreisbahn; Bahnhof Charlottenhof | (Karte) | 1867 (Empfangsgebäude); um 1930 (Stellwerk)                                      | Empfangsgebäude, Schuppen und zwei Stellwerke des Bahnhofs; baugeschichtlich, eisenbahngeschichtlich und technikgeschichtlich von Bedeutung                                                                   | 09269898 |

## Seifhennersdorf, Stadt
| Bild                                    | Bezeichnung | Lage    | Datierung                              | Beschreibung | ID       |
| --------------------------------------- | --- | ------- | -------------------------------------- | --- | -------- |
| Direkt Bild zu diesem Denkmal hochladen | Wohnhaus (Umgebinde) ohne Anbauten, dazu im Garten Schranke, Weichenbock, Kurbelstellwerk und Läutwerk aus den Anfängen der Eisenbahn in Seifhennersdorf | (Karte) | lt. Auskunft 1806 (Wohnhaus)           | Wohnhaus mit Fachwerk-Obergeschoss, Dachhecht, baugeschichtlich von Bedeutung, Bahnanlagenteile technikgeschichtlich von Bedeutung | 09274629 |
| Weitere Bilder                          | Eisenbahnstrecke Mittelherwigsdorf–Warnsdorf–Eibau; Bahnhof Seifhennersdorf                                                                              | (Karte) | 1874 (Bahnhof)                         | Bahnhofsgebäude; repräsentatives Gebäude in mehreren Teilen, baugeschichtlich und ortsgeschichtlich von Bedeutung | 09274610 |
| Direkt Bild zu diesem Denkmal hochladen | Richter & Co.; Sägewerk und Holzverarbeitung Guido Hartmann (ehem.)                                                                                      | (Karte) | 1926 (Dampfmaschine)                   | Sägewerk mit Produktionsgebäude, Maschinen- und Kesselhaus, Schornstein sowie technischer Ausstattung, darunter zwei Sägegatter und eine Dampfmaschine; in seltener Vollständigkeit erhaltenes Ensemble von ortsgeschichtlicher sowie großer technikgeschichtlicher Bedeutung                                                                                            | 09299692 |
| Direkt Bild zu diesem Denkmal hochladen | Ölmühle | (Karte) | um 1800 (Mühle)                        | Mühlenanwesen: Wohnstallhaus (Umgebinde) mit zwei Wirtschaftsgebäuden, Ölstampfe, Mühlteich und Radkastenanlage, vor dem Haus Granit-Wassertrog; Obergeschoss Fachwerk, teilweise verbrettert, teilweise zweifarbig verschiefert, baugeschichtlich und technikgeschichtlich von Bedeutung, verbretterte Fachwerk-Scheune, malerische Gebäudegruppe mit altem Baumbestand | 09274747 |
| Direkt Bild zu diesem Denkmal hochladen | Obermühle | (Karte) | bezeichnet 1850 (Mühle)                | Mühlgebäude (ohne spätere Anbauten); Obergeschoss Fachwerk, Dachhecht, schönes Türportal, einziges erhaltenes Mühlengebäude im Ort, baugeschichtlich, ortsgeschichtlich und technikgeschichtlich von Bedeutung | 09274538 |
| Direkt Bild zu diesem Denkmal hochladen | Eisenbahnstrecke Mittelherwigsdorf–Warnsdorf–Eibau; Viadukt Seifhennersdorf                                                                              | (Karte) | 1872-1873 (Eisenbahnbrücke)            | Eisenbahnviadukt über die Mandau und die Rumburger Straße; vielbogige Eisenbahnbrücke, baugeschichtlich, eisenbahngeschichtlich und technikgeschichtlich von Bedeutung | 09274476 |
| Direkt Bild zu diesem Denkmal hochladen | Färbehäus'l | (Karte) | bezeichnet 1862 im Türstock (Wohnhaus) | Wohnhaus (Umgebinde); Obergeschoss Fachwerk, verbrettert, Dachhecht, baugeschichtlich von Bedeutung, als ehemaliges Färbehäus'l ein Denkmal der Produktionsgeschichte | 09274704 |

## Trebendorf
| Bild                                    | Bezeichnung                           | Lage    | Datierung                                         | Beschreibung | ID       |
| --------------------------------------- | ------------------------------------- | ------- | ------------------------------------------------- | --- | -------- |
| Direkt Bild zu diesem Denkmal hochladen | Waldeisenbahn Muskau (Sachgesamtheit) | (Karte) | ab 1895, Inbetriebnahme um 1900 (Eisenbahnanlage) | Sachgesamtheitsbestandteil der Sachgesamtheit Waldeisenbahn Muskau: Eisenbahnstrecke mit historischer Trasse als Sachgesamtheitsteil (siehe auch Sachgesamtheitsdokument Obj. 08975856); eisenbahngeschichtlich und ortsgeschichtlich von Bedeutung | 09303051 |

## Vierkirchen
| Bild                                    | Bezeichnung | Lage    | Datierung                             | Beschreibung                                                                              | ID       |
| --------------------------------------- | --- | ------- | ------------------------------------- | ----------------------------------------------------------------------------------------- | -------- |
| Direkt Bild zu diesem Denkmal hochladen | Windmühle Arnsdorf | (Karte) | 1847 (Mühle)                          | Turmholländer; baugeschichtlich, ortsgeschichtlich und technikgeschichtlich von Bedeutung | 09271268 |
| Direkt Bild zu diesem Denkmal hochladen | Wegestein | (Karte) | 19. Jahrhundert (Wegestein)           | verkehrsgeschichtlich von Bedeutung                                                       | 09301013 |
| Direkt Bild zu diesem Denkmal hochladen | Transformatorenturm | (Karte) | 1920er Jahre (Transformatorenstation) | technikgeschichtlich von Bedeutung, baugeschichtlich von Bedeutung                        | 09271444 |
| Direkt Bild zu diesem Denkmal hochladen | Wohnmühlenhaus (Obergeschoss Fachwerk) mit Anbau und Erdkeller eines Mühlenanwesens                                                            | (Karte) | wohl vor 1750 (Wohnmühlenhaus)        | baugeschichtlich und ortsgeschichtlich von Bedeutung                                      | 09270227 |
| Direkt Bild zu diesem Denkmal hochladen | Wegestein | (Karte) | 2. H. 19. Jahrhundert (Wegestein)     | verkehrsgeschichtlich von Bedeutung                                                       | 09271963 |
| Direkt Bild zu diesem Denkmal hochladen | Gedenkstein für den Erb- und Lehnrichter Johann Gottfried Marx (1782-1849) sowie ständige Ausstellung alter landwirtschaftlicher Arbeitsgeräte | (Karte) | 1849 (Gedenkstein)                    | ortsgeschichtlich und technikgeschichtlich von Bedeutung                                  | 09274923 |
| Direkt Bild zu diesem Denkmal hochladen | Wegestein | (Karte) | 2. Hälfte 19. Jahrhundert (Wegestein) | verkehrsgeschichtlich von Bedeutung                                                       | 09301017 |

## Waldhufen
| Bild                                    | Bezeichnung                                                         | Lage    | Datierung                                                | Beschreibung                                                                               | ID       |
| --------------------------------------- | ------------------------------------------------------------------- | ------- | -------------------------------------------------------- | ------------------------------------------------------------------------------------------ | -------- |
| Direkt Bild zu diesem Denkmal hochladen | Wegestein                                                           | (Karte) |                                                          | verkehrsgeschichtlich von Bedeutung                                                        | 09268967 |
| Direkt Bild zu diesem Denkmal hochladen | Wegestein                                                           | (Karte) | 19. Jahrhundert (Wegestein)                              | verkehrsgeschichtlich von Bedeutung                                                        | 09268975 |
| Direkt Bild zu diesem Denkmal hochladen | Wegestein                                                           | (Karte) | 19. Jahrhundert (Wegestein)                              | verkehrsgeschichtlich von Bedeutung                                                        | 09268831 |
| Direkt Bild zu diesem Denkmal hochladen | Wegestein                                                           | (Karte) | 19. Jahrhundert (Wegestein)                              | verkehrsgeschichtlich von Bedeutung                                                        | 09268830 |
| Direkt Bild zu diesem Denkmal hochladen | Wegestein                                                           | (Karte) | 19. Jahrhundert (Wegestein)                              | verkehrsgeschichtlich von Bedeutung                                                        | 09268829 |
| Direkt Bild zu diesem Denkmal hochladen | Teichständer                                                        | (Karte) | bezeichnet 1771 (Wasserelement)                          | technikgeschichtlich von Bedeutung                                                         | 09268839 |
| Direkt Bild zu diesem Denkmal hochladen | Zwei Wegesteine                                                     | (Karte) | 19. Jahrhundert (Wegestein)                              | verkehrsgeschichtlich von Bedeutung                                                        | 09268951 |
| Direkt Bild zu diesem Denkmal hochladen | Mühlenanwesen mit Müllerwohnhaus, Mühlengebäude, zwei Nebengebäuden |         | nach 1850 (Mühle); Mahlgebäude wohl um 1900 (Mühle)      | Mühlentechnik, Mühlteich und Wasserbau; bau-, orts- und technikgeschichtlich von Bedeutung | 09268849 |
| Direkt Bild zu diesem Denkmal hochladen | Überfallwehr und Ufermauern                                         |         | 2. Hälfte 19. Jahrhundert (Wehr)                         | technisches Denkmal, auch städtebaulicher Wert                                             | 09304066 |
| Direkt Bild zu diesem Denkmal hochladen | Mühlengebäude mit Gewässerdurchfluss                                | (Karte) | Durchfluss um 1850 (Mühle); vor 1900 (Mühle)             | Feldsteinmauerwerk, baugeschichtliche Relevanz                                             | 09268869 |
| Direkt Bild zu diesem Denkmal hochladen | Zwei Wegesteine                                                     | (Karte) | bezeichnet 1869 (Wegestein); 19. Jahrhundert (Wegestein) | verkehrsgeschichtlich von Bedeutung                                                        | 09268960 |
| Direkt Bild zu diesem Denkmal hochladen | Wegestein                                                           | (Karte) | 19. Jahrhundert (Wegestein)                              | verkehrsgeschichtlich von Bedeutung                                                        | 09268949 |
| Direkt Bild zu diesem Denkmal hochladen | Fragment einer Brücke der Autobahn                                  | (Karte) | 1930er Jahre (Straßenbrücke)                             | historische Bedeutung                                                                      | 09268948 |
| Direkt Bild zu diesem Denkmal hochladen | Transformatorenturm                                                 | (Karte) | 1920er Jahre (Transformatorenstation)                    | ortsgeschichtlich von Bedeutung                                                            | 09268947 |
| Direkt Bild zu diesem Denkmal hochladen | Alte Mühle                                                          | (Karte) | um 1850 (Müllerwohnhaus)                                 | Müllerwohnhaus und Teich; baugeschichtlich und ortsgeschichtlich von Bedeutung             | 09268940 |

## Weißkeißel
| Bild                                    | Bezeichnung        | Lage    | Datierung                | Beschreibung                                                                                          | ID       |
| --------------------------------------- | ------------------ | ------- | ------------------------ | --- | -------- |
| Direkt Bild zu diesem Denkmal hochladen | Bahnwärterhäuschen | (Karte) | um 1900 (Bahnwärterhaus) | aus roten Klinkern, eisenbahngeschichtlich von Bedeutung                                              | 09276448 |
| Direkt Bild zu diesem Denkmal hochladen | Alte Schmiede      | (Karte) | um 1920 (Schmiede)       | Schmiede; Klinkerbau mit Gestaltungsmerkmalen eines Industriebaus, technikgeschichtlich von Bedeutung | 09276481 |

## Weißwasser/O.L., Stadt
| Bild                                    | Bezeichnung                                         | Lage    | Datierung | Beschreibung | ID       |
| --------------------------------------- | --------------------------------------------------- | ------- | --- | --- | -------- |
| Direkt Bild zu diesem Denkmal hochladen | Waldeisenbahn Muskau (Sachgesamtheit)               | (Karte) | ab 1895, Inbetriebnahme um 1900 (Eisenbahnanlage)                                                                                            | Sachgesamtheit Waldeisenbahn Muskau, mit folgenden Einzeldenkmalen: historischer Gleiskörper einschließlich Zubehör (wenn vorhanden) sowie eine Reihe von beweglichen Kulturdenkmalen (Fahrzeuge wie Lokomotiven, Kohlewagen und weitere Waggons) – (siehe Einzeldenkmalliste Obj. 09303053), weiterhin Eisenbahnstrecke mit historischer Trasse als Sachgesamtheitsteil und folgenden weiteren Sachgesamtheitsbestandteilen: Trebendorf, OT Trebendorf (Obj. 09303051), Bad Muskau, OT Bad Muskau (Obj. 09303052), Gablenz, OT Gablenz (Obj. 09303187) und OT Kromlau (Obj. 09303139) sowie Krauschwitz, OT Krauschwitz (Obj. 09303188); eisenbahngeschichtlich und ortsgeschichtlich von Bedeutung | 08975856 |
| Direkt Bild zu diesem Denkmal hochladen | Waldeisenbahn Muskau (Sachgesamtheit)               | (Karte) | ab 1895, Inbetriebnahme um 1900 (Eisenbahn)                                                                                                  | Einzeldenkmale der Sachgesamtheit Waldeisenbahn Muskau: historischer Gleiskörper einschließlich Zubehör (wenn vorhanden) sowie eine Reihe von beweglichen Kulturdenkmalen: Dampflokomotive 15307 / DR 99 3315 „Brigadelok“, Benzinlok Smoschewer, Dampfloks 99 3312 und 99 3317, die Diesellokomotiven Ns 2f (Fabr.-Nr. 248 609), V 10C (Fabr.-Nr. 250 222 und 250 251), BN 15 R (Nr. 98) und ZL 233 (Fabr.-Nr. 9232), die Kohlewagen Reihe 01 A (Nr. 01-021, 01-128, 01-143, 01-206, 01-209, 01-211, 01-214, 01-210, 01-220), die Tonwagen Reihe 01 T (01-020, 01-048, 01-053, 01-063, 01-067, 01-078, 01-099, 01-103, 01-107, 01-111, 01-119, 01-225, 01-231, 01-234), die Kohlewagen Reihe 02-022, Bahnmeisterwagen 47, alle Brigadewagen Reihe 03 (03-003, 03-017, 03-019, 03-024, 03-035, 03-041, 03-045, 03-051), die Kastenwagen Reihe 04 (04-008, 04-012), die Ziegelwagen Reihe 05 (05-008, 05-009, 05-013, 05-015), die Drehschemelwagen Reihe 06 (06-009 bis 06-014), die Haveriewagen 07-003, Mannschaftswagen 07-004, Fakultativwagen 07-005, Fakultativwagen 07-011, alle Kipploren der Reihen 08 und 09 (siehe auch Sachgesamtheitsdokument Obj. 08975856); eisenbahngeschichtlich und ortsgeschichtlich von Bedeutung | 09303053 |
| Weitere Bilder                          | Eisenbahnstrecke Görlitz–Berlin; Bahnhof Weißwasser | (Karte) | 1869 (Personenbahnhof); letztes Drittel 19. Jahrhundert (Lokschuppen); 1914 (Drehscheibe); um 1905 (Stellwerk); in den 1920ern (Stellwerk)   | Bahnhof mit Empfangsgebäude, Güterboden auf der anderen Seite der Gleise mit Rampe und verschiedenem Granitpflaster, Signalanlagen (noch mit Seilzug), zwei Wasserkräne, zwei Stellwerke und ein Ringlokschuppen mit zugehörigen Gleisanlagen, vorgelagerter Drehscheibe, Resten einer Bekohlungsanlage, eines Wasserkrans sowie einer Entschlackungsanlage; baugeschichtlich, stadt- und industriegeschichtlich sowie eisenbahn- und technikgeschichtlich von Bedeutung | 08975010 |
| Weitere Bilder                          | Wasserturm                                          | (Karte) | um 1875 (Wasserturm) | Wasserturm; polygonales Backsteingebäude, von ortsgeschichtlicher, technikgeschichtlicher und stadtbildprägender Bedeutung | 08975012 |
| Weitere Bilder                          | Wasserturm                                          | (Karte) | 1908-1910 (Wasserturm) | Wasserturm; sachliche Architektur, von baugeschichtlicher, technikgeschichtlicher, stadtentwicklungsgeschichtlicher und stadtbildprägender Bedeutung | 08975024 |
| Direkt Bild zu diesem Denkmal hochladen | Gelsdorfhütte                                       | (Karte) | 1872-1875 (Hüttengebäude, Flachbau); um 1880 (Gaserzeugungsanlage, Schornstein); 1919 (Anbau Lagergebäude)                                   | Produktionshalle der ersten Glasfabrik Weißwassers, Gaserzeugungsgebäude (Siemens-Treppenrost-Generatoranlage), Schornstein und zwei Nebengebäude; als älteste Glashütte Weißwassers und Keimzelle der Stadtentwicklung von hoher industrie-, stadt- und regionalgeschichtlicher Bedeutung, Gasgeneratoranlage von technikgeschichtlicher Bedeutung und mit Seltenheitswert, weiterhin baugeschichtlich und städtebaulich bedeutend sowie von hohem Erlebnis- und Erinnerungswert | 08975136 |
| Direkt Bild zu diesem Denkmal hochladen | Transformatorenturm                                 | (Karte) | um 1910 (Transformatorenstation) | Transformatorenturm; um 1910 möglicherweise als Typenbau erbaut, von versorgungsgeschichtlicher sowie technik- und baugeschichtlicher Bedeutung | 09304472 |
| Direkt Bild zu diesem Denkmal hochladen | Neufert-Bau                                         | (Karte) | 1935 bis 1937 (Lagerhaus) | Lagerhaus der Glasindustrie sowie rechtwinklig im SW anschließende eingeschossige Lagerhalle; Haupthaus in Skelettbauweise (eventuell Fertigteilbauweise) des Gropius-Schülers Ernst Neufert errichtet, architekturhistorisch und industriegeschichtlich als Funktionsgebäude für die überregional bedeutende Glasindustrie in Weißwasser von Bedeutung | 08975147 |
| Direkt Bild zu diesem Denkmal hochladen | Osram (ehem.); Spezialglaswerk (später)             | (Karte) | ab 1900 straßenbegleitende Bauten (Fabrikanlagenteil); um 1923 Kolbenwanne (Fabrikanlagenteil); 1920er Jahre spitze Ecke (Fabrikanlagenteil) | Spezialglaswerk mit allen straßenbegleitenden, backsteinsichtigen oder verputzten Bauten bis gegenüber der Einmündung der Straße An der Hopfenblüte, im inneren Hofbereich der Fabrik die zwei Gebäude der Kolbenwanne 2 und der vordere Schornstein mit geziertem Sockel sowie die Forschungswanne; Kolbenwanne 2 sachliche, anspruchsvolle Industriearchitektur der 1920er Jahre aus Backstein, Forschungswanne Stahlbeton-Skelett, orts- und industriegeschichtliche Bedeutung | 08975105 |
| Direkt Bild zu diesem Denkmal hochladen | Lausitzer Elektrizitäts-Werk Weißwasser             | (Karte) | um 1920 (Verwaltungsgebäude); um 1890 (Fabrikhalle)                                                                                          | Verwaltungsgebäude der Stadtwerke, Transformatorenhäuschen und hinten anschließender Rest einer Fabrikhalle; von orts- und baugeschichtlicher Bedeutung | 08975145 |

## Zittau, Stadt
| Bild                                    | Bezeichnung | Lage                                      | Datierung | Beschreibung | ID       |
| --------------------------------------- | --- | ----------------------------------------- | --- | --- | -------- |
| Direkt Bild zu diesem Denkmal hochladen | Wegesäule | Dittelsdorf, Dorfstraße 2 (neben) (Karte) | um 1910 (Wegestein) | verkehrsgeschichtlich von Bedeutung | 09271650 |
| Weitere Bilder                          | Sachgesamtheit Königlich-Sächsische Triangulierung ("Europäische Gradmessung im Königreich Sachsen"); Station 39 Strassberg                  | (Karte)                                   | bezeichnet 1864 (II. Ordnung) | Triangulationssäule; Station 2. Ordnung, technikgeschichtlich und vermessungsgeschichtlich von Bedeutung | 09305028 |
| Weitere Bilder                          | Röhrhäusel | (Karte)                                   | 1726 (nach anderen Angaben 1644) | Verteilerhäuschen/Sammelbecken für die "Goldbach"-Wasserleitung; baugeschichtlich, ortsgeschichtlich und technikgeschichtlich von Bedeutung, schlichter Barockbau, Wahrzeichen von Hartau | 09273705 |
| Weitere Bilder                          | Eisenbahnstrecke Görlitz–Zittau; Neißetalbahn; Bahnhof Hirschfelde                                                                           | (Karte)                                   | 1875 (Bahnhof) | Bahnhof an der Eisenbahnstrecke Görlitz–Zittau, mit Empfangsgebäude und Güterschuppen; baugeschichtlich und verkehrsgeschichtlich von Bedeutung, unverputzte Ziegelsteinbauten der Gründerzeit, Abbruchantrag für das Empfangsgebäude vom 4. August 2015 (LRA Görlitz), Abriss im Juni 2016 | 09302968 |
| Direkt Bild zu diesem Denkmal hochladen | Contor der Flachsspinnerei | (Karte)                                   | 1880 (Kontorhaus) | Kontor der Flachsspinnerei und separat stehendes Fabriktor; dreiflügeliger Bau, baugeschichtlich, ortsgeschichtlich und technikgeschichtlich von Bedeutung, neogotische Elemente | 09300562 |
| Direkt Bild zu diesem Denkmal hochladen | Flachsspinnerei | (Karte)                                   | um 1880 (Magazin) | Flachsmagazin (auf der rechten Seite der Kemmlitz); baugeschichtlich und hausgeschichtlich von Bedeutung | 09300563 |
| Weitere Bilder                          | Flachsspinnerei | (Karte)                                   | um 1800 (Fabrik); 18. Jahrhundert (Mahlmühle) | Flachsspinnerei mit allen erhaltenen Gebäuden des Haupthofs (dabei Zwirnerei und Wickel mit Durchfahrt, Hauptbau, Mahlmühle als ältester Bau der Gesamtanlage und Mehl-Magazin, sowie die Schneidemühle am Holzhof, Flachsspinnereistraße 22a, zugehörig auch das Kontor Flachsspinnereistraße 5 und die Magazin Flachsspinnereistraße 20a, sowie die Gebäude von Neißtalweg 1 und Ziehberg 1); baugeschichtlich, ortsgeschichtlich und technikgeschichtlich von Bedeutung, größtenteils Gründerzeitbauten mit neogotischen Anklängen | 09272867 |
|                                         | Eisenbahnstrecke Görlitz–Zittau; Neißetalbahn                                                                                                | (Karte)                                   | 1875 (gesamte Strecke); nach 1945 (Brücken) | Zwei Eisenbahnbrücken über die Lausitzer Neiße (die Neißebrücken gehören Polen, die Oderbrücken Deutschland) der Strecke Görlitz–Zittau; Brücken jeweils aus einem Stahlbogen mit in Naturstein gemauerten Widerlagern, verkehrsgeschichtlich und technikgeschichtlich von Bedeutung | 09302622 |
| Weitere Bilder                          | Kraftwerk Hirschfelde | (Karte)                                   | 1929 (Kraftwerk) | Braunkohle-Kraftwerk (Maschinenhalle Werk II, mit Verwaltungskopfbau); technikgeschichtlich und baugeschichtlich von Bedeutung, ein Klinkerbau, erstes sächsisches Großkraftwerk (1911 in Betrieb genommen) | 09301446 |
| Weitere Bilder                          | Gießmannsdorfer Wehr | (Karte)                                   | um 1920 (Straßenbrücke) | Zierportal einer Straßenbrücke mit Wehr über die Lausitzer Neiße; aufwendig gestaltete, stilisierte Aufzugsvorrichtung für die Plattenschütze an der Oberstromseite der Brücke, von besonderer baukünstlerischer Bedeutung, Wehr ursprünglich im Kontext mit dem Kraftwerk Hirschfelde stehend und als Straßenbrücke die Verbindung zur nicht mehr existierenden Gemeinde Gießmannsdorf herstellend, Brückenfragment damit auch von verkehrs- und ortsgeschichtlicher Bedeutung | 09304588 |
| Weitere Bilder                          | Mauermannmühle | (Karte)                                   | um 1880 (Mühle) | Mühle mit allen Gebäudeteilen, dabei das Hauptgebäude mit gleichartigem Anbau im Winkel links, das diesem gegenüberliegende hofbildende Stall- und Remisengebäude rechts, die Scheune im Grundstück vorn links, Reste der Technik hinter der Mühle und die Wehranlage des Kupferwehres; baugeschichtlich, ortsgeschichtlich und technikgeschichtlich von Bedeutung, am Wohnhausanbau befindet sich ein wertvoller Wappenstein | 08992316 |
| Direkt Bild zu diesem Denkmal hochladen | Meinelmühle | (Karte)                                   | im Kern 17. Jahrhundert (Mühle); frühes 19. Jahrhundert (Seitenflügel) | Mühlenwohnhaus (mit Seitenflügel) und Wirtschaftsgebäude sowie ehemalige Teichanlage, dazu eine einzeln stehende Scheune; Teichanlage mit altem Baumbestand, baugeschichtlich, technikgeschichtlich und ortsgeschichtlich von Bedeutung, das Wohnhaus ein Fachwerkbau, die Mühleneinrichtung vollständig erhalten (bis in die 1960er Jahre betrieben), später Bäckerei | 09272130 |
| Weitere Bilder                          | Schmalspurbahn Zittau–Oybin/Jonsdorf (Sachgesamtheit)                                                                                        | (Karte)                                   | November/Dezember 1890 (Bahnanlage) | Sachgesamtheit Schmalspurbahn Zittau–Oybin/Jonsdorf, mit folgenden Einzeldenkmalen: Eisenbahn-Gebäude in Zittau, siehe unter den Adressen Am Vorstadtbahnhof 3 (Einzeldenkmaldokument – Obj. 09271990), Bahnhofstraße 39 (Einzeldenkmaldokument – Obj. 08992522), Bahnhofstraße 41 (Einzeldenkmaldokument – Obj. 09271987), Görlitzer Straße (bei Nr. 1) (Einzeldenkmaldokument – Obj. 09271988), Martin-Wehnert-Platz 7 (Einzeldenkmaldokument – Obj. 09271989), weiterhin der historische Fahrzeugpark mit: Lokomotiven 99 731, 99 735 von 1928, 99 749, 99 750 von 1929, 99 757, 99 758, 99 760 von 1933, 99 787 von 1955, 99 4532 von 1924, 99 555 von 1906, VT 137 322 von 1938, Personenwagen 970-241, -243, -262, -274, -314, -397, -403, -415, -454, -519, -534, -563, -571. Gepäckwagen 974-101, -103, -104, -112. Güterwagen 97-09-51, 97-10-05, 97-10-13, 97-10-99, 97-13-37, 97-13-72, 97-10-14, 97-10-18, 97-23-19, 97-19-67, 97-24-32, 97-24-58. Der Schneepflug 97-09-58. 32 Stück Rollfahrzeuge 97-01-47, 97-02-08, -44, -73. 97-03-11, -32, -55, -74. 97-04-11, -26, -29, -36, -47, -50, -53, -60, -68 (G10), -80, -84, -87, -88, -93, -98. 97-05-31. 97-06-00, -25, -24, -46, -64, -80. 97-08-69. 97-09-33 (Heberleinbremse), weiterhin den folgenden Sachgesamtheitsteilen: der Trasse, dem Gleisplan der Bahnhofsgleise und Abstellanlagen, Lichttrasse am Kleinbahnhof (Bahnhofstraße 41, fünf Lampen, davon zwei Stahlmasten und drei Holzmasten), Streckenausrüstung mit Hektometersteinen, Freileitung für Strecken- und Bahnhofstelefone, Planum des zweiten Streckengleises zwischen Zittau-Vorstadt und Oybin, Mühlgrabenbrücke des Hospitalmühlgrabens (mit Rückstauklappe gegen das Neißehochwasser), Prinz-Friedrich-August-Brücke (angefügte Eisenbahnbrückenträger an eine Straßenbrücke bei schräger Überfahrt), Straßenunterführung mit Stützmauer, Stahlträgerbrücke mit Futtermauern, Bahnkörper der ehemaligen Linie Zittau–Hermsdorf sowie den Streckenabschnitten in den Orten Jonsdorf, Olbersdorf und Oybin (siehe hierzu auch die Sachgesamtheitsbestandteile – Obj. 08992538, 08992536, 09302077); baugeschichtlich, verkehrshistorisch, eisenbahngeschichtlich und technikgeschichtlich von Bedeutung, die Zweigleisigkeit ist eine schützenswerte Besonderheit der Schmalspurbahn | 08992260 |
| Weitere Bilder                          | Schmalspurbahn Zittau–Oybin/Jonsdorf (Sachgesamtheit); Bahnhof Zittau-Vorstadt                                                               | (Karte)                                   | 1912 (Bahnhof); 1889/90 (Bahnbetriebsanlage); 1920er Jahre (Wasserturm) | Einzeldenkmale der Sachgesamtheit Schmalspurbahn Zittau–Oybin/Jonsdorf: Bahnhof mit Empfangsgebäude und Wartehallen-Anbau, Bahnsteigunterführung und überdachung, Wirtschaftsgebäude, Draisinenschuppen, Wasserturm (mit Hochbehälter) und Wasserkran (siehe auch Sachgesamtheitsdokument – Obj. 08992260); verkehrshistorisch, baugeschichtlich, eisenbahngeschichtlich und technikgeschichtlich von Bedeutung, das Empfangsgebäude im Heimatstil, Wasserturm im Stil der Neuen Sachlichkeit, Wasserkran von 1934 letztererhaltener Einheitswasserkran bei sächsischen Schmalspurbahnen | 09271990 |
| Weitere Bilder                          | König-Albert-Brücke | (Karte)                                   | 19. Jahrhundert (Straßenbrücke) | Einzeldenkmal der Sachgesamtheit Zittauer Mandau-Hochufer: Brücke über die Mandau (siehe auch Sachgesamtheitsdokument -Obj. 09303687); verkehrsgeschichtlich, baugeschichtlich und technikgeschichtlich von Bedeutung, eine steinerne Bogenbrücke | 09271908 |
|                                         | Schubertsche Weberei (ehem.); Textilwerke Zittau                                                                                             | (Karte)                                   | 1862 gegründet (Textilindustrie); Ende 19. Jahrhundert/Anfang 20. Jahrhundert (Werkhallen) | Fabrikgebäude (Mechanische Weberei); ortsgeschichtlich, baugeschichtlich, straßenbildprägend und technikgeschichtlich von Bedeutung, Backsteinarchitektur, Ursprung liegt in einer Färberei | 09271939 |
| Direkt Bild zu diesem Denkmal hochladen | Städtisches Gaswerk | (Karte)                                   | 1858 (Gaswerk) | Gaswerk mit zwei Zwillings-Gasbehältern (weitere Bauten des Gaswerks siehe auch Weststraße 20a); technikgeschichtlich von Bedeutung, das Werk lieferte 1858 erstmals Gas für die Straßenbeleuchtung | 09271156 |
| Weitere Bilder                          | Bahnhof Zittau; Eisenbahnstrecke Löbau–Zittau; Eisenbahnstrecke Reichenberg (Liberec)–Zittau; Eisenbahnstrecke Görlitz–Zittau (Neißetalbahn) | (Karte)                                   | 1848, Streckeneröffnung (Personenbahnhof); 1859, Durchgangsbahnhof (Grenzübergangsbahnhof); 1859 (Empfangsgebäude); 1907-1911 (Bahnsteigüberdachungen); 1907–1911, Signalbrücken (Signalanlagen); nach 1960, Formsignale (Signalanlagen) | Empfangsgebäude, Bahnsteigüberdachungen auf Hauptsowie Inselbahnsteig mit Treppeneinhausungen und originalen Geländern an den Personentunnelzugängen, mechanischem Zugzielanzeiger und Gleissperrsignal Hs 1II, Formsignal F, Signalbrücke mit Formsignal G, Formsignal H6, Signalbrücke mit Formsignalen H8 und H9, Formsignale N2, N5, M1, M54, P und O, vier Wärterstellwerke W1, W3, W4, W6 sowie das Befehlsstellwerk B2 (Anbau an W3) mitsamt der vollständigen Stellwerkstechnik Bauart Jüdel 11000 und Blocktechnik Siemens & Halske im System des sächsischen Bahnhofsblocks (Bauart Möllering) mit allen zu diesem System gehörenden technischen Elementen, u. a. mit den Hebelbänken (Weichen-, Gleissperren-, Riegel- und Signalhebel), den Blockuntersätzen und Blockwerken, der Relaistechnik, bei B2 auch mit dem Auftrags- und Zustimmungsmelder, mit den Spannwerken samt Drahtzugleitungen zw. Stellwerken und Formsignalen sowie Bahnhofskabel (Blockleitung), Segment-Drehscheibe mit Resten der originalen Steinrahmung sowie Geländer, Wasserkran und Reste eines Wasserkrans; sehr authentisch erhaltenes Ensemble und damit von großem Erlebnis- und Zeugniswert für die sächsische Eisenbahngeschichte, letzter Bahnhof mit original sächsischem Bahnhofsblock im ostsächsischen Raum, Empfangsgebäude mit mechanischer Uhr, Bau im Rundbogenstil mit neogotischen Elementen, eines der ersten dieses Bautyps und eines der letzten erhaltenen, die Signalbrücken sind die letzten ihrer Art in der Oberlausitz, baugeschichtlich, technikgeschichtlich und eisenbahngeschichtlich von großer Bedeutung | 09271986 |
| Weitere Bilder                          | Schmalspurbahn Zittau–Oybin/Jonsdorf (Sachgesamtheit); Kleinbahnhof Zittau                                                                   | (Karte)                                   | | Einzeldenkmale der Sachgesamtheit Schmalspurbahn Zittau–Oybin/Jonsdorf: Bahnhof mit Empfangsgebäude und Bahnsteigüberdachungen, Einfriedungszaun zwischen Gleis und Straße sowie Gebäude der ehemaligen Signal- und Fernmeldemeisterei; baugeschichtlich, verkehrshistorisch, eisenbahngeschichtlich und technikgeschichtlich von Bedeutung, der Kleinbahnhof im Heimatstil | 09271987 |
| Weitere Bilder                          | Eisenbahnstrecke Reichenberg (Liberec)–Zittau; Neißetalviadukt                                                                               | (Karte)                                   | 1858–1859 (Viadukt) | Eisenbahnviadukt über die Neiße (nahe der Brückenstraße); vielbogige Eisenbahnbrücke, Sandstein und Backstein, baugeschichtlich, eisenbahngeschichtlich und technikgeschichtlich von Bedeutung | 09271912 |
| Weitere Bilder                          | Schlachthof | (Karte)                                   | bezeichnet 1887–1889, Erweiterung um 1912 (Schlachthof) | Schlachthof mit folgenden Bauten: das Gasthaus und das Transformatorenhäuschen davor, zwei auf der anderen Seite der Einfahrt ebenfalls an der Straße gelegene Verwaltungsgebäude (ohne rückwärtige Anbauten), die beiden mittleren Hallen und ein rückwärtiges Gebäude (sicher Heizhaus) mit Schornstein sowie mit gesamter Einfriedung; baugeschichtlich, ortsgeschichtlich, wirtschaftsgeschichtlich und technikgeschichtlich von Bedeutung, Bauten aus unverputztem Backstein, Einfriedung bestehend aus Mauer und Gitterfeldern | 09271992 |
| Weitere Bilder                          | Phänomen-Werke Gustav Hiller (Sachgesamtheit); Robur-Fahrzeugbau (später)                                                                    | (Karte)                                   | 1921-1923 (Fabrik) | Sachgesamtheit Phänomen-Werke Gustav Hiller: als Einzeldenkmal das Produktionsgebäude Eisenbahnstraße 1b (intern Haus 1, siehe Obj. 09300729) und Verwaltungsbau in der Bahnhofstraße 27/29 (siehe Obj. 08960472); städtebaulich, baugeschichtlich, ortsgeschichtlich, technikgeschichtlich, künstlerisch und kunstgeschichtlich von Bedeutung, der Hauptbau ein fünfgeschossiger Putzbau mit kräftiger Pilaster-Gliederung (vom Chemnitzer Architekturbüro Zapp und Basarke) | 09274674 |
|                                         | Phänomen-Werke Gustav Hiller (Sachgesamtheit); Robur-Fahrzeugbau (später)                                                                    | (Karte)                                   | 1921–1923 (Fabrikgebäude) | Einzeldenkmal der Sachgesamtheit Phänomen-Werke Gustav Hiller: das ältere Produktionsgebäude (intern Haus 1, siehe auch Sachgesamtheitsdokument Obj. 09274674); städtebaulich, baugeschichtlich, ortsgeschichtlich, technikgeschichtlich, künstlerisch und kunstgeschichtlich von Bedeutung, ein fünfgeschossiger Putzbau mit kräftiger Pilaster-Gliederung, moderner Industriebau in neuer Sachlichkeit mit neoklassizistischen Elementen, vom Chemnitzer Architekturbüro Zapp und Basarke | 09300729 |
| Direkt Bild zu diesem Denkmal hochladen | Königin-Carola-Brücke | (Karte)                                   | 1. Hälfte 20. Jahrhundert (Straßenbrücke) | Einzeldenkmal der Sachgesamtheit Zittauer Mandau-Hochufer: Straßenbrücke über die Mandau (siehe auch Sachgesamtheitsdokument -Obj. 09303687); verkehrsgeschichtlich, baugeschichtlich und technikgeschichtlich von Bedeutung, eine steinerne Bogenbrücke | 09302207 |
| Direkt Bild zu diesem Denkmal hochladen | Elektrizitätswerk | (Karte)                                   | | Elektrizitätswerk (mit allen seinen um 1900 errichteten Bauten), dazu das an der Straße stehende ehemalige Verwaltungsgebäude mit Einfriedung und das sogenannte Alte Wasserhaus an der Schliebenstraße; ortsgeschichtlich, baugeschichtlich und technikgeschichtlich von Bedeutung, Ursprungsbauten des Werkes in Klinker-Gliederung mit teilweisen Putzflächen, Verwaltungsgebäude mit villenartigem Erscheinungsbild | 09271962 |
| Direkt Bild zu diesem Denkmal hochladen | Straßenbahndepot Zittau | (Karte)                                   | 1904 (Straßenbahndepot) | Straßenbahndepot; ortsgeschichtlich, baugeschichtlich und technikgeschichtlich von Bedeutung, dekorative Gestaltung mit Sockel aus Bruchsteinmauerwerk, Backstein und verputzten Bogenzwickeln | 09271888 |
| Weitere Bilder                          | Wasserturm und Wasserversorgungsanlage | (Karte)                                   | 1869 oder 1877 (Wasserversorgungsanlage); bezeichnet 1717-1719 (Löwenrelief) | Wasserversorgungsanlage mit Wasserturm und Hochwasserreservoir mit Bildwerk (Löwenrelief); baugeschichtlich und technikgeschichtlich von Bedeutung, Gründerzeitgebäude, beide Bauten mit zyklopisch verlegtem Bruchsteinmauerwerk, genannt die »Senator-Just'sche Anlage«, Hochwasserreservoir mit barockem Löwenrelief vom 1828 abgebrochenen Webertor | 09271816 |
| Direkt Bild zu diesem Denkmal hochladen | Küsters Maschinenfabrik; Zittauer Maschinenfabrik                                                                                            | (Karte)                                   | 1864 (Gebäude 3, 4, 19); um 1900 (Gebäude 7); um 1908 (Gebäude 1) | Ehemalige metallverarbeitende Fabrik mit dem Gebäude 1 (alter Pferdestall), den Gebäuden 3 und 19 (eingeschossiger straßenbegleitender Bau mit Rundbogenfenstern), Gebäude 4 (zweigeschossig mit repräsentativem Giebel in zyklopischem Bruchsteinmauerwerk) und Gebäude 7 (in den beiden vorderen älteren Teilen); baugeschichtlich, technikgeschichtlich und ortsgeschichtlich von Bedeutung, als Eisengießerei und Maschinenbauanstalt 1864 gegründet | 09271991 |
| Weitere Bilder                          | Schmalspurbahn Zittau–Oybin/Jonsdorf (Sachgesamtheit); Zittau-Haltepunkt                                                                     | (Karte)                                   | ab 1883 (Bahnhof) | Einzeldenkmale der Sachgesamtheit Schmalspurbahn Zittau–Oybin/Jonsdorf: Bahnhof mit Empfangsgebäude und Freiabtritt (Toilettenhäuschen) (siehe auch Sachgesamtheitsdokument Obj. 08992260); baugeschichtlich, verkehrshistorisch und technikgeschichtlich von Bedeutung | 09271988 |
|                                         | Stadtarmenhaus, Holzhof | (Karte)                                   | 18. Jahrhundert (linker Bau); bezeichnet 1708 (auf Tafel); 1784 (im Schlussstein); 19. Jahrhundert (Schuppen) | Hof mit allen Gebäuden, dabei das linke Hauptgebäude (Wohnhaus, Nr. 25), das Mittelgebäude (Fachwerk und Mansarddach, Nr. 25) und die Scheune rechts (Fachwerk, Nr. 25a, Abbruchgenehmigung erteilt am 30. Juni 2010) mit Wirtschaftsflügel, die Hofmauer mit allen Einfahrtspfeilern (nach vorn und in den hinteren Teil des Grundstückes), dazu hinter dem Hof der vordere offene Trockenschuppen (Darre); baugeschichtlich, ortsgeschichtlich, handwerklich-künstlerisch und technikgeschichtlich von Bedeutung, das Wohnhaus mit schönem Portal im spätbarocken Zopfstil | 09271748 |
| Direkt Bild zu diesem Denkmal hochladen | Bleicherei Schramm | (Karte)                                   | Anfang 18. Jahrhundert (Bleiche) | Wohnhaus, Bleichgebäude und Bleiche (Wiese) mit großem Lindenbaum; baugeschichtlich und wirtschaftsgeschichtlich von Bedeutung | 09271943 |
|                                         | Schöne-Mühle | (Karte)                                   | 18. Jahrhundert (im Ursprung 14. Jahrhundert) | Wassermühle mit zwei seitlich angebauten Wirtschaftstrakten; baugeschichtlich, ortsgeschichtlich und wirtschaftsgeschichtlich von Bedeutung, älteste der Olbersdorfer Wassermühlen (im Ursprung 14. Jahrhundert), gehörte ursprünglich zum Kloster Marienthal | 09271942 |
| Direkt Bild zu diesem Denkmal hochladen | Ziegelei | (Karte)                                   | um 1880 (Ziegelei) | Ziegelei (mit großem Hoffmannschen Ringofen), mit allen Anbauten und der erhaltenen historischen Technik; baugeschichtlich, ortsgeschichtlich, technikgeschichtlich und wirtschaftsgeschichtlich von Bedeutung, Umschließungsbau im Erdgeschoss in Backstein, Obergeschosse preußisches Fachwerk, (also mit Backsteinausfachung), Technik bis in die Details erhalten, dabei die Öfen, die Befeuerungsanlagen, die Aufzugstechnik und die Entlüftungstechnik | 09271018 |
| Direkt Bild zu diesem Denkmal hochladen | Zittauer Mandau-Hochufer (Sachgesamtheit) | (Karte)                                   | 1913 (Pegelhaus) | Einzeldenkmal der Sachgesamtheit Zittauer Mandau-Hochufer: Pegelhaus Zittau 2 (siehe auch Sachgesamtheitsdokument -Obj. 09303687); kleiner Bau auf quadratischem Grundriss, technikgeschichtlich von großer Bedeutung | 09303720 |
| Weitere Bilder                          | Schmalspurbahn Zittau–Oybin/Jonsdorf (Sachgesamtheit); Bahnhof Zittau-Süd                                                                    | (Karte)                                   | 1937 (Bahnhof) | Einzeldenkmale der Sachgesamtheit Schmalspurbahn Zittau–Oybin/Jonsdorf: Bahnhof mit Empfangsgebäude und angebautem Nebengebäude sowie Freiabtritt (Toilettenhäuschen), dazu das Riegel- und Schlüsselwerk mit drei externen Spannwerken (siehe auch Sachgesamtheitsdokument – Obj. 08992260); baugeschichtlich, verkehrsgeschichtlich und technikgeschichtlich von Bedeutung | 09271989 |
|                                         | Posthalterei | (Karte)                                   | bezeichnet 1839 (Nr. 12); bezeichnet 1847 (Nr. 18) | Zwei ehemalige Postgebäude, mit Torpfeilern zum Grundstück; baugeschichtlich und ortsgeschichtlich von Bedeutung, beide Gebäude schlichte Barockbauten mit Krüppelwalmdächern (Nr. 18 besonders stattlich und hoch), platzbildprägende Lage | 09271926 |
| Weitere Bilder                          | Schwanenbrunnen | (Karte)                                   | bezeichnet 1710 (Brunnen) | Zierbrunnen; künstlerisch und stadträumlich von Bedeutung, barocke Brunnenanlage | 09270334 |
| Weitere Bilder                          | Samariterinbrunnen | (Karte)                                   | bezeichnet 1679 (Brunnen) | Zierbrunnen; künstlerisch und stadträumlich von Bedeutung, reich verzierter barocker Brunnen | 09270251 |
| Weitere Bilder                          | Herkulesbrunnen | (Karte)                                   | bezeichnet 1708 (Brunnen) | Brunnen; künstlerisch und stadträumlich von Bedeutung, reich gestaltete barocke Brunnenanlage, die Figuren vom Bildhauer Michael Hoppenhaupt (I) | 09270242 |
| Direkt Bild zu diesem Denkmal hochladen | Alte Burgmühle (ehem.) | (Karte)                                   | bezeichnet 1921 (Wohnhaus) | Wohnhaus (mit drei Hausnummern) auf dem Gelände einer abgebrochenen Wassermühle, mit Einfriedung, sowie hinter dem Haus Mühlgraben und Wehr; städtebaulich, baugeschichtlich und ortsgeschichtlich von Bedeutung, im Heimatstil der 1920er Jahre (der Vorgängerbau stammte von 1680, erneuert 1843), siehe auch ein weiteres Wohnhaus Weststraße 31/33 | 09271878 |
|                                         | Eisenbahnbrücke | (Karte)                                   | 19. Jahrhundert (Eisenbahnbrücke) | technikgeschichtlich und verkehrsgeschichtlich von Bedeutung, Brücke in den erhaltenen äußeren Bögen, diese teils Naturstein, teils Ziegel | 08992324 |
|                                         | Eisenbahnbrücke | (Karte)                                   | um 1875 (Eisenbahnbrücke) | Straßenunterführung unter der Staatsbahn nach Görlitz, baugeschichtlich und verkehrsgeschichtlich von Bedeutung, Damm mit einem Bogen aus Sandstein | 08992335 |
| Direkt Bild zu diesem Denkmal hochladen | Eisenbahnbrücke | (Karte)                                   | 10. Juni 1848 (Löbau-Zittau) u. 1. Dezember 1859 (Zittau-Reichenberg) | technikgeschichtlich und eisenbahngeschichtlich von Bedeutung, genietete Konstruktion | 08992341 |
| Weitere Bilder                          | Prinz-Friedrich-August-Brücke | (Karte)                                   | 1. Hälfte 20. Jahrhundert (Straßenbrücke) | Einzeldenkmal der Sachgesamtheit Zittauer Mandau-Hochufer: Straßenbrücke über die Mandau (siehe auch Sachgesamtheitsdokument -Obj. 09303687); verkehrsgeschichtlich, baugeschichtlich und technikgeschichtlich von Bedeutung, eine steinerne Bogenbrücke | 09302206 |
| Direkt Bild zu diesem Denkmal hochladen | Weberei und Färberei Dannenberg; später Gießerei Schuppe                                                                                     | (Karte)                                   | 1865 (Textilindustrie) | Fabrikanlage mit Schornstein und die gesamten Garagenanlagen; baugeschichtlich, ortsgeschichtlich, technikgeschichtlich und verkehrsgeschichtlich von Bedeutung, 1865 als Weberei und Färberei von Herrn Dannenberg erbaut, 1919 von Richard Schuppe umgebaut und erweitert zur Gießerei- und Großgaragenanlage | 09271940 |